# Szkoła Podstawowa nr 8 im. Królowej Zofii w Sanoku
Szkoła Podstawowa nr 8 im. Królowej Zofii w Sanoku – szkoła o charakterze podstawowym w Sanoku.
Jedna z najstarszych placówek oświatowych w województwie podkarpackim. W przeszłości szkoła funkcjonowała jako gimnazjum oraz liceum, a jej tradycje jako szkoły średniej z lat 1880–1973 kontynuuje I Liceum Ogólnokształcące im. Komisji Edukacji Narodowej w Sanoku.
Budynek szkoły został wpisany do gminnej ewidencji zabytków Sanoka.

## Historia

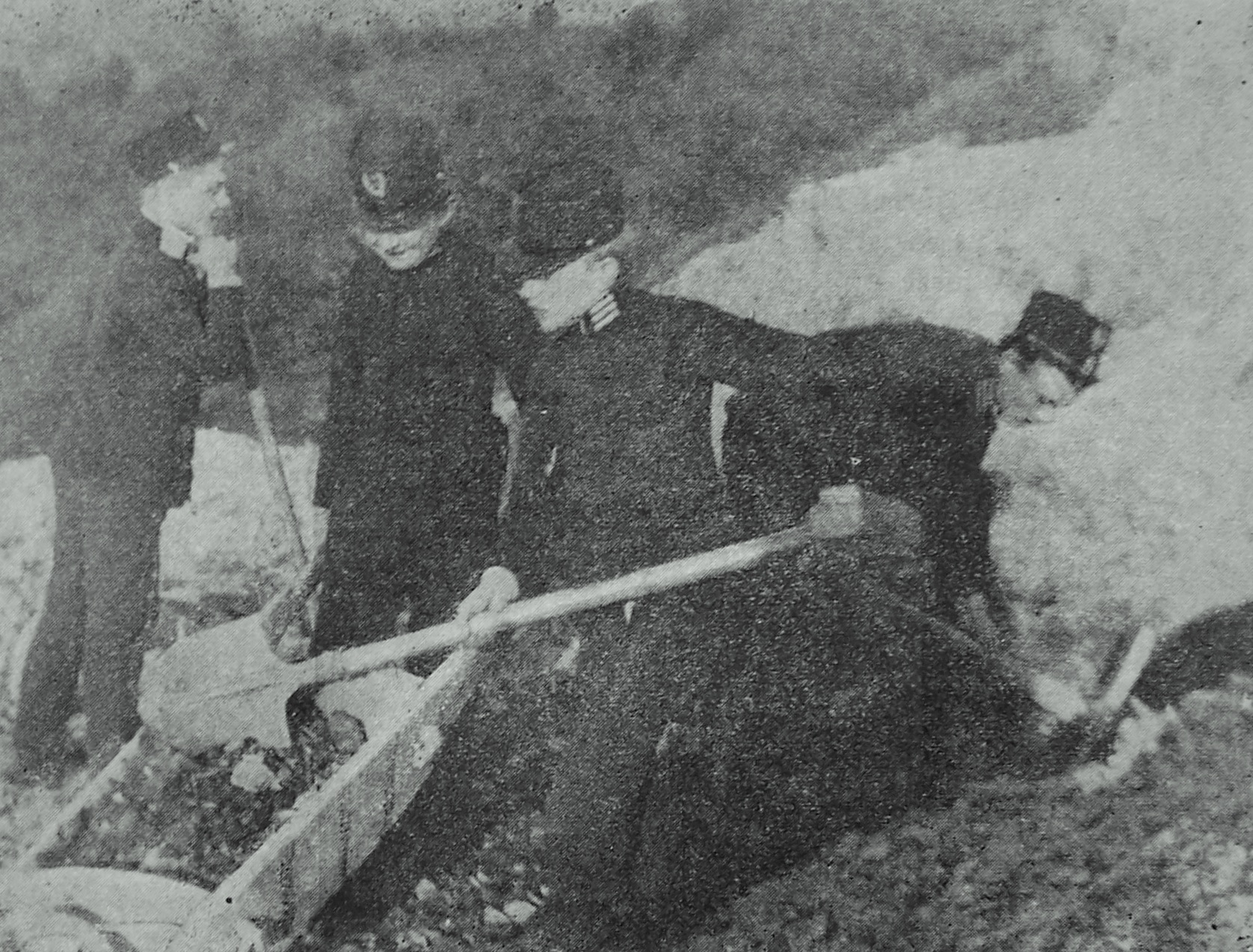
Gimnazjaliści sypiący Kopiec Adama Mickiewicza w Sanoku na początku XX wieku

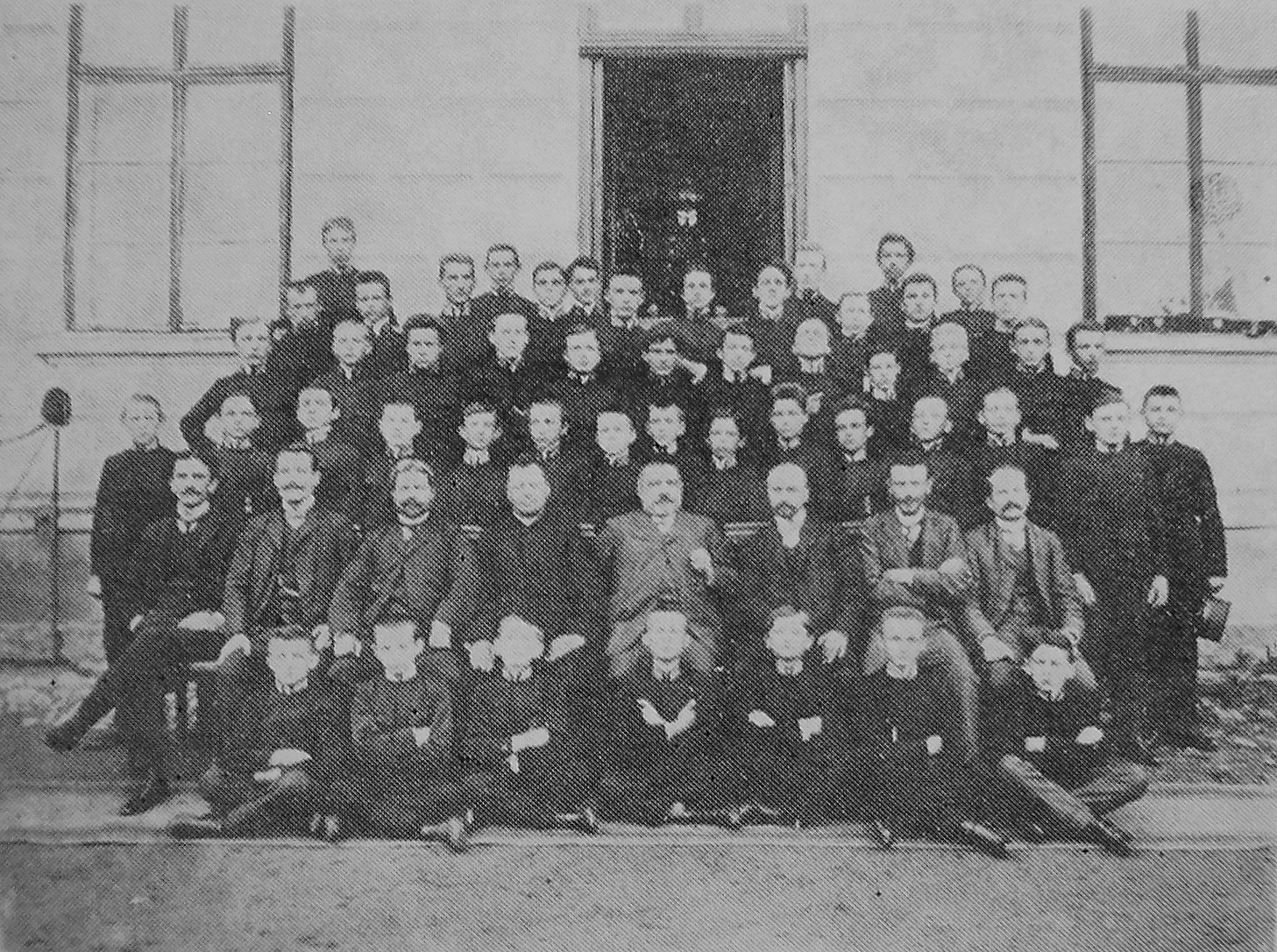
Klasa IVa w czerwcu 1906. Nauczyciele od lewej: Feliks Czerwiński, Karol Kaliszczak, Adam Pytel, ks. dr Józef Drozd, dyr. Włodzimierz Bańkowski, Kajetan Golczewski, Roman Kowalów, Józef Sulisz

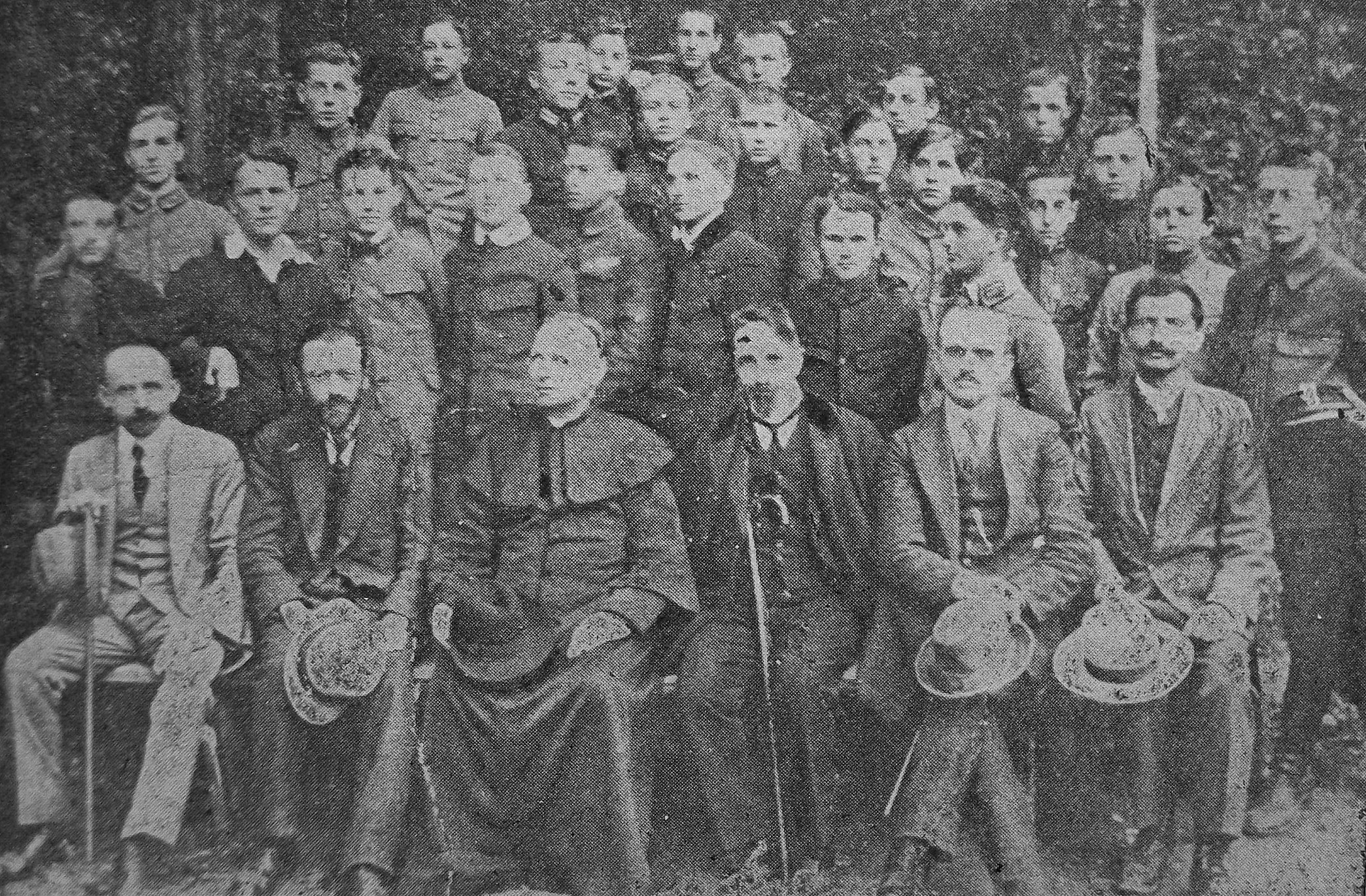
Klasa VI wraz z profesorami ok. 1913-1923. Od lewej u dołu: Józef Rec, Roman Kowalów, ks. dr Józef Drozd, Ihilii Ghelb, Michał Milski, Ignacy Korman

### Kalendarium
- 1880 – utworzono C.K. Gimnazjum w Sanoku
- 1922 – szkoła otrzymała nazwę Państwowe Gimnazjum Męskie im. Królowej Zofii w Sanoku
- 1938 – obchody jubileuszu 50-lecia pierwszej matury (I zjazd absolwentów)
- 1938 – utworzenie Państwowe Liceum i Gimnazjum im. Królowej Zofii w Sanoku
- 1939–1944 – budynek szkolny funkcjonował jako lazaret dla rannych żołnierzy
- 1953 – powstała Szkoła Podstawowa i Liceum Ogólnokształcące Męskie w Sanoku
- 1958 – obchody jubileuszu 70-lecia pierwszej matury (II zjazd absolwentów)
- 1965 – oddzielenie szkoły podstawowej i 11-latki, powstała Szkoła Podstawowa nr 4 w Sanoku oraz I Liceum Ogólnokształcące w Sanoku
- 1975 – podział szkoły, odejście grona pedagogicznego i uczniów do Szkoły Podstawowej nr 7 w Sanoku
- 1980 – obchody jubileuszu 100-lecia powstania szkoły (III zjazd absolwentów)
- 1980 – nadanie Szkole Podstawowej nr 4 w Sanoku patrona gen. Karola Świerczewskiego
- 1990 – przywrócenie imienia pierwotnej patronki szkoły – Królowej Zofii
- 1999 – powołanie Gimnazjum nr 2 w Sanoku
- 2005 – obchody jubileuszu 125-lecia powstania szkoły (IV zjazd absolwentów)
- 2017 – powołanie Szkoły Podstawowej nr 8 w Sanoku
- 2022 – nadanie Szkole Podstawowej nr 8 w Sanoku imię patronki – Królowej Zofii

### Zabór austriacki
Do utworzenia gimnazjum przyczynił się znacznie Florian Ziemiałkowski (piastujący wówczas funkcję ministra dla Galicji w rządzie austriackim). Ponadto istotne były działania Komisji Oświatowej przy Radzie Miejskiej, której przewodniczącym był ks. Franciszek Salezy Czaszyński, proboszcz Parafii Przemienienia Pańskiego w Sanoku. 25 września 1879 Rada Miejska uchwaliła podać petycję do Rady Państwa i C.K. Ministerstwa Oświaty w Wiedniu o utworzenie gimnazjum w Sanoku i przedłożył plan budowy gmachu gimnazjalnego, którego autorem był inż. Wincenty Wdowiszewski, prowadzący wówczas w Sanoku prywatne biuro techniczne. Przetarg na budowę gmachu wygrał sanocki przedsiębiorca Eisig Herzig, który zaproponował kwotę 45.368,00 zł. W związku z utworzeniem gimnazjum uchwałą Rady Miejskiej z 24 czerwca 1880 gmina Sanok przyjęła na siebie szereg zobowiązań, w tym ponieść koszty budowy do wysokości 40 000 zł., opłacić urządzenie szkoły, na zawsze fundować opał. Na posiedzeniu Rady 3 lipca 1880 podjęto dalsze zobowiązania gminy. W związku z powyższym w pierwszej połowie lipca 1880 przedstawiciele władz miasta poseł Zenon Słonecki i burmistrz Cyryl Jaksa Ładyżyński udali się do Lwowa i złożyli kaucję w kwocie 4000 złr., zaś c.k. minister oświaty Conrad przychylnie odniósł się do idei otwarcia gimnazjum. Władze austro-węgierskie na podstawie reskryptu z 27 lipca 1880 (l. 11209) postanowieniem wydanym przez C.K. Radę Szkolną Krajową w reksrypcie z 3 sierpnia 1880 (l. 18801) zezwoliły na otwarcie z dniem 1 września 1880 prowizorycznie pierwszej klasy gimnazjum typu klasycznego w Sanoku (jednocześnie kosztami budowy i utrzymania obarczono gminę miejską), zaś decyzję podpisał minister oświaty Paul Gautsch von Frankenthurn 4 sierpnia 1880 we Lwowie. Pierwsze klasa szkolna rozpoczęła naukę 1 września 1880. Tego samego dnia Rada Miejska w Sanoku nadała c. k. radcy ministerialnemu Edwardowi Gniewoszowi tytuł honorowego obywatelstwa Sanoka za starania skutkujące otwarciem szkoły.
W pierwszym roku szkolnym 1880/1881 do I klasy gimnazjalnej zapisało się 63 uczniów (wcześniej, celem zapisów do szkoły swoje biuro udostępnił c. k. starosta powiatu sanockiego Leon Studziński). Początkowo gimnazjum mieściło się w murowanym domu burmistrza przy ulicy Zamkowej, następnie przy ulicy Cerkiewnej u pani Kahanowej. Zgodnie z uchwałą Rady Miejskiej z 1 września 1880 zatwierdzono wtedy układ z Różą Kahane „o najem izby szkolnej, kancelarii i sali konferencyjnej” w domu pod numerem konskrypcyjnym 124 na okres jednego roku od 1 listopada 1880. 11 listopada 1880 zatwierdzono najem drugiej izby w domu Ludwiki Kahane. Na mocy postanowienia z 16 listopada 1880 Gimnazjum przeszło na etat Funduszu Naukowego z dniem 1 września 1881. 7 kwietnia 1881 Rada Miejska ponownie zatwierdziła zobowiązania gminy w zakresie tworzenia gimnazjum. Tego samego dnia uchwalono zakupić plac na działce należącej do Ichla Herziga przy ulicy Zielonej (stał tam jego dom mieszkalny przeznaczony do rozbiórki)). 14 czerwca 1881 Rada Miejska zatwierdziła zarys mowy odnośnie do założenia gimnazjum (potem treść zarys umowy zmodyfikowano). 30 czerwca 1881 zatwierdzono umowę z Ludwiką Kahane o najem pomieszczeń w jej domu nr 124 (4 na parterze i 4 na piętrze) w okresie od 1 września 1881 do 31 sierpnia 1884.
13 grudnia 1881 Rada Miejska uchwaliła, aby poruczyć inż. Henrykowi Stoyowi, konieczną zmianę planu budowy gmachu gimnazjum, po czym 22 grudnia 1881 jednak przekazała te prace do wykonania inż. W. Wdowiszewskiemu. 14 lipca 1882 odbyła się uroczystość poświęcenia kamienia węgielnego fundamentu i całego miejsca przeznaczonego na obiekt gimnazjum, czego dokonał miejscowy prałat ks. Franciszek Salezy Czaszyński; jako kierownik budowy był powołany inż. Henryk Stoy, a zastępcą tegoż Władysław Beksiński. 20 października 1883 gimnazjum zostało przeniesione do wybudowanego gmachu przy ulicy Jana III Sobieskiego (stało się to po uroczystym nadaniu nowej nazwy ulicy). Pierwotnie gmach gimnazjum figurował pod numerem konskrypcyjnym 163, a potem pod adresem ul. Jana III Sobieskiego 5. Z dniem 1 września 1887 utworzono klasę ósmą.
W 1888 roku pierwszą maturę w dziejach szkoły zdało 63 uczniów (ogólna liczba uczniów wynosiła wówczas 295). Placówka działała wówczas jako C.K. Gimnazjum Wyższe w Sanoku. Szkoła miała charakter mieszczańsko-chłopski. W 1889 do szkoły uczęszczało 335 uczniów. Rozwój zakładu był prowadzony także dzięki dwóm pierwszym dyrektorom gimnazjum, którymi byli Mieczysław Jamrógiewicz (1880-1888, formalnie jako prowadzący kierownik, przynależny do C.K. Gimnazjum św. Anny w Krakowie) i Karol Petelenz (od sierpnia 1888 do sierpnia 1890), obaj zostali przeniesieni odpowiednio do Gimnazjum św. Anny w Krakowie i w Stryju. Gmina Sanok utrzymywała szkołę do 1904, gdy przekazała go na rzecz państwa. Po spadku liczby uczniów w I poł. lat 90. (247 w 1894 za kierownictwa Tomasza Tokarskiego), dalszy rozwój gimnazjum nastał za kierownictwa Włodzimierza Bańkowskiego, dotychczasowego profesora gimnazjum w Brodach (1895-1912), gdy wzrastająca liczba uczniów w latach 1899–1906 osiągnęła rekordowy pułap 800 (oraz 43 nauczycieli w 1906), w tym od 1906 do 1914 ok. 90% uczniów stanowili mieszkańcy zamiejscowi. Pod koniec XIX wieku z sal szkolnych korzystała szkoła przemysłowa. Wobec braków pomieszczeń, zostały najęte dodatkowe pomieszczenia w dwóch lokalizacjach: budynku należących do Władysława Beksińskiego (istniejąca naprzeciw szkoły kamienica przy ul. Jana III Sobieskiego 8 i 10 – sześć sal) i budynku Karola Gerardisa (położona nieopodal kamienica przy ul. Kazimierza Wielkiego 6 – dwie sale). W 1895 powstało Towarzystwo Pomocy Naukowej założone przez Leona Studzińskiego i niosące pomoc biednym ubogim uczniom. W dniach 9–10 lipca 1898 zorganizowano spotkanie na jubileusz 10-lecia matury pierwszego rocznika gimnazjum (wśród nich byli Zygmunt Łobaczewski, Aleksander Stangenhaus). W 1898 powstał komitetu budowy w Bursy Jubileuszowej (Gimnazjalną) im. Cesarza Franciszka Józefa, a w tym czasie Narodnyj Dim otworzył bursę dla uczniów narodowości ruskiej. Na początku XX wieku wśród uczniów gimnazjum sanockiego było 76,33% Polaków i 23,08 Rusinów. Z uwagi na niejednolity kalendarz i różny rozkład świąt nauka w szkole trwała do 15 lipca.
W gimnazjum funkcjonował chór, który prowadził nauczyciel śpiewu Władysław Sygnarski (śpiewali w nim m.in. Józef Ekkert, Bronisław Filipczak) oraz orkiestra dęta. Celem rozwoju działały: biblioteka (w 1914 liczyła 3000 dzieł), od 1905 koło samokształceniowe i czytelnia, a ponadto młodzież szkolna korzystała z obiektów sportowych sanockiego gniazda Towarzystwa Gimnastycznego „Sokół”. W latach 1898–1912 młodzież gimnazjum, głównie skupiona w szkolnej Czytelni, wskutek inicjatywy prof. Józefa Tomasika, uczestniczyła w pracach sypania kopca Adama Mickiewicza na szczycie pobliskiej Góry Parkowej i na terenie parku miejskiego. Na początku XX wieku niektórzy uczniów działali w ramach Związku Młodzieży Polskiej „Zet”, a prócz tego wykształcił się główny podział na dwa główne ruchy konspiracyjne: do pierwszego należeli gimnazjaliści o przekonaniach socjalistycznych, kojarzeni z ugrupowaniem PPS i wydawanym pismem „Promień” – w związku z tym określani jako Promieniowcy (skupieni wokół rodziny Mozołowskich); w drugim działali chłopcy związani ze środowiskiem narodowym, należący do Organizacji Młodzieży Narodowej (działającej w Sanoku przy Towarzystwie Młodzieży Polskiej „Znicz”), z której później wydzielono Organizację Młodzieży Niepodległościowej „Zarzewie”, zgrupowani wokół wydawanego periodyku „Teka” – i z uwagi na to określani jako Tekowcy.
25 sierpnia 1900 gimnazjum zostało odwiedzone przez Namiestnika Galicji Leona Pinińskiego. 9 marca 1908, przy okazji oględzin skutków powodzi w Sanoku, budynek gimnazjum odwiedził Namiestnik Galicji Andrzej Potocki, któremu przedstawiono kwestię przejęcia na własność niszczejącego gmachu szkoły przez rząd (namiestnik obiecał zająć się sprawę, zaś miesiąc później 12 kwietnia 1908 został zamordowany we Lwowie). Także w 1908 maturę zdała pierwsza w historii uczennica i od tej pory dziewczęta pojawiały wśród absolwentów gimnazjum. Młodzież gimnazjalna zaangażowała się w ruch niepodległościowy, w 1911 została stworzona VII Polska Drużyna Strzelecka w Sanoku (mimo oficjalnego zakazu przynależności dla uczniów gimnazjum), ponadto na gruncie Organizacji Młodzieży Niepodległościowej „Zarzewie” powstała Drużyna Skautowa im. hetmana Stanisława Żółkiewskiego – Ex ossibus ultor.

### I wojna światowa
Po wybuchu I wojny światowej budynek szkoły służył wojsku: wpierw dla celów armii austriackiej, następnie po inwazji i zajęciu miasta przez wojska rosyjskie nauka szkolna w roku 1914/1915 została przerwana i w listopadzie 1914 w gmachu gimnazjum ulokowano wojskowy szpital rosyjski nr 387, zaś po wyzwoleniu miasta w maju 1915 austriacka administracja wojskowa utworzyła w gmachu szpital dla zakaźnie chorych. Od 1915 nauka szkolna była szczątkowo wznowiona i prowadzona w uprzednio najmowanych budynkach W. Beksińskiego i K. Gerardisa. Od września 1912 szkołą kierował Adam Pytel do 1917. Podczas wojny do służby wojskowej zostali powołani nauczyciele gimnazjalni: Stanisław Borowiczka, Urban Przyprawa, Józef Rec, Ludwik Sikora, Adam Konopnicki, Andrzej Wyka, Józef Zachara, Jan Zakrzewski (przez kilka lat przebywał jako jeniec w niewoli rosyjskiej), Józef Witold Dąbrowski, Stanisław Lach, Piotr Niedojadło, Franciszek Rusinek, Czesław Michniak oraz w Legionach Polskich Władysław Majka, Jan Podoba, a także gimnazjaliści, w tym maturzyści. Według szacunków z 1980, podczas walk w I wojnie światowej poległo 17 wychowanków szkoły.

### II Rzeczpospolita

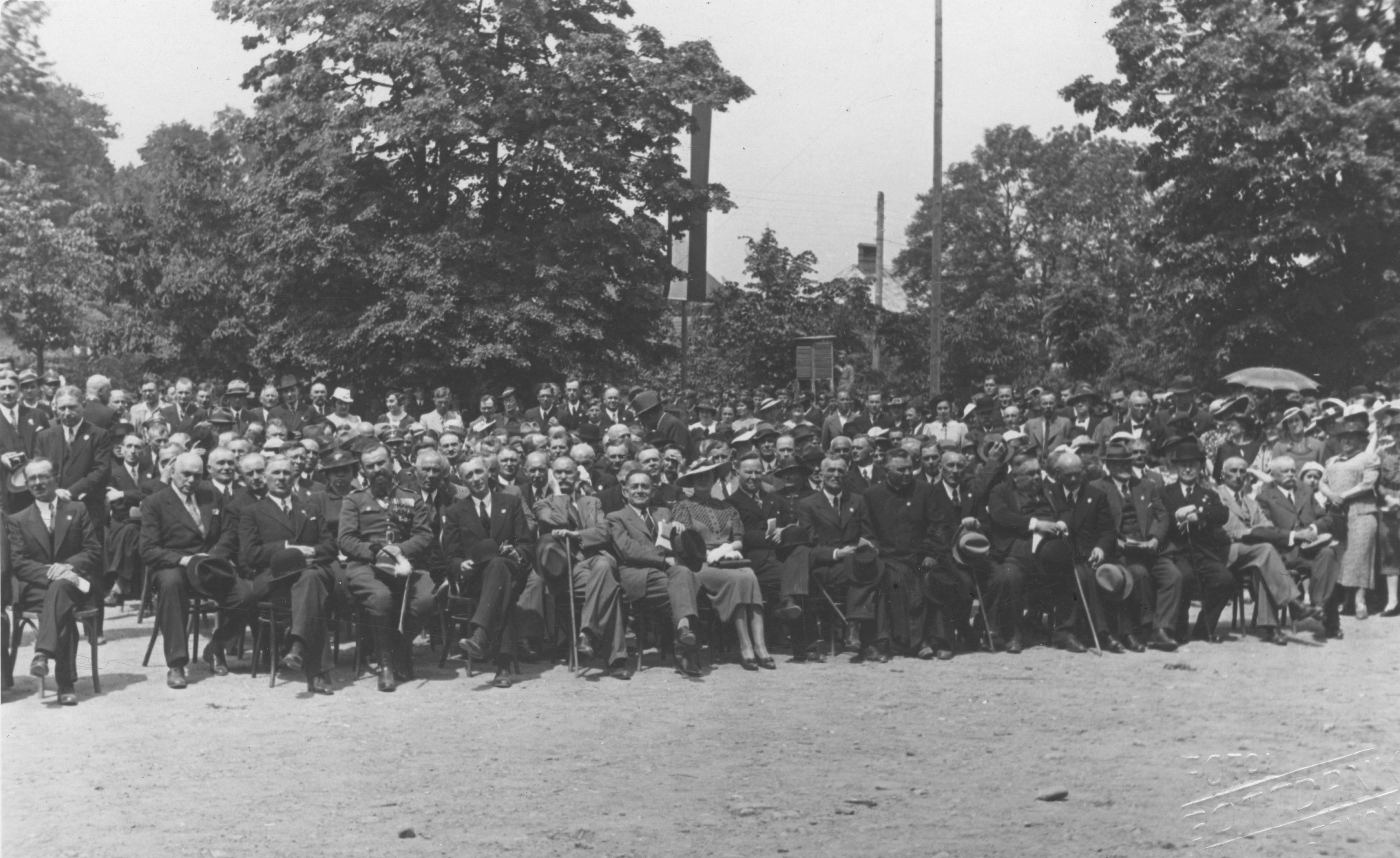
Uczestnicy zjazdu jubileuszowego 50-lecia szkoły w 1938

U schyłku wojny sanoccy gimnazjaliści wstąpili do 3 Batalionu Strzelców Sanockich uczestniczącego przy rozbrajaniu wojsk austriackich, a następnie uczestniczącym w wojnie polsko-ukraińskiej.
9 marca 1919 odbyła się uroczystość odsłonięcia na gmachu gimnazjum godła Polski. Wiosną 1919 pojawiły się poważne problemy ze stanem budynku szkoły, pogorszonym wskutek opadów deszczu, po których zniszczeniu uległy stropy, a gmach został zalany wodą. Po wojnie rozwój szkoły uległ zatrzymaniu. Stagnacja wynikała ze skutków konfliktu zbrojnego, zniszczeń infrastruktury i pomocy naukowych oraz braku środku do ich odbudowy. W tym czasie dyrektorem był Stanisław Basiński (1917-1925; w czasie jego urlopowania od grudnia 1924 do maja 1925 kierownikiem gimnazjum był prof. Urban Przyprawa). Tuż po odzyskaniu przez Polskę niepodległości z sanockiego gimnazjum odeszło kilku sprawdzonych profesorów, których skierowano do pracy w polskich szkołach na obszarze byłego zaboru pruskiego (Jan Augustyński, Jan Podoba, Henryk Ogonowski, Adam Konopnicki, Andrzej Wyka, Michał Urbanek). W okresie II Rzeczypospolitej profil szkoły uległ zmianie z klasycznego istniejącego w państwie Austro-Węgier na profil humanistyczny, w związku z czym w 1922 placówka przyjęła nazwę „Państwowe Gimnazjum Męskie im. Królowej Zofii w Sanoku”. Kolejnym kierownikiem został Stanisław Borowiczka (1925-1927), za urzędowania którego sytuacja uległa poprawie: odrestaurowano budynek szkoły (także wewnątrz), zakupiono nowy sprzęt szkolny, kompletowano materiały dydaktyczne, a liczba uczniów przekroczyła 500: w roku szkolnym 1926/1927 było 150 żeńskich prywatystek (tzw. hospitantki – dziewczęta w szkole męskiej nie miały wpisywanych nieobecności, nie były odpytywane na lekcjach, zaś dwukrotnie w roku szkolnym zdawały egzaminy ze wszystkich przedmiotów; początkowo dziewczęta uczyły się osobno na popołudniowych kursach i były uprawnione do zdawania matury, w 1929 założono Prywatne Gimnazjum Żeńskie). W roku szkolnym 1926/1927 stanowisko kierownika pełnił nadal S. Borowiczka, a mianowany dyrektorem zakładu Stanisław Cebula w tym czasie był kierownikiem II Gimnazjum w Stanisławowie, po czym był dyrektorem sanockiego gimnazjum od 1927 do 1930. W kolejnych latach gimnazjum sukcesywnie rozwijało się dążąc do odbudowania stanu z lat przedwojennej świetności, działał w tym kierunku szczególnie Andrzej Grasela, dyrektor od 1931 do 1939. W 1933 roku w wyniku reformy szkolnictwa utworzono czteroklasowe gimnazjum ogólnokształcące typu jednolitego z tzw. małą maturą i egzaminem wstępnym do dwuletniego liceum, którego ukończenie uprawniało do rozpoczęcie studiów. 27 maja 1922 wizytę w gimnazjum złożył minister wyznań religijnych i oświecenia publicznego Antoni Ponikowski, któremu towarzyszyli Kurator Okręgu Szkolnego Lwowskiego Stanisław Sobiński oraz wizytator okręgowy KOSL Kazimierz Sośnicki, będący wychowankiem i byłym profesorem sanockiego gimnazjum. W latach 20. jedyną kobietą w gronie nauczycielskim gimnazjum była Eugenia Finsterbusch, wykładająca przyrodoznawstwo. Po 1918 swoje zbiory wzbogacała biblioteka szkolna, którą po wojennej zawierusze uporządkował polonista Władysław Dajewski, po czym w 1928 stanowiła największy księgozbiór w powiecie sanockim. Na przełomie lat 20./30. w gimnazjum działały: Koło Młodzieży L. O. P. P., Przysposobienie Wojskowe, drużyna harcerska, Sodalicja Mariańska, koło abstynentów. W latach 1919–1939 świadectwo dojrzałości uzyskało w gimnazjum 1309 absolwentów, w tym wielu wybitnych Polaków w przyszłości (wojskowych, artystów, naukowców), jednocześnie od 1936 do 1939 wśród absolwentek nie było dziewcząt. Jeden z gimnazjalistów, Ludwik Florek, w związku z działalność w ruchu komunistycznym został usunięty z gimnazjum i osadzony w Miejscu Odosobnienia w Berezie Kartuskiej. 12 czerwca 1938 roku odbył się I Zjazd Absolwentów z okazji 50-lecia pierwszej matury w gimnazjum. Przewodniczącym komitetu organizacyjnego był Franciszek Słuszkiewicz, a wśród organizatorów byli m.in. Maksymilian Słuszkiewicz, Edmund Słuszkiewicz, Jan Pohorski. Wśród gości na uroczystościach byli starosta powiatu sanockiego Wojciech Bucior, dowódca 2 Pułku Strzelców Podhalańskich płk Zygmunt Cšadek i przedstawiciel Kuratorium Okręgu Szkolnego Lwowskiego, Juliusz Zaleski, absolwent szkoły.
W zjeździe uczestniczyli abiturienci z pierwszego rocznika maturalnego w 1888: ks. Sebastian Radwański, Bronisław Jarosz i dr Rudolf Zatłokal. Podczas uroczystości poświęcono sztandar z wizerunkiem św. Stanisława Kostki oraz zainicjowano powstanie Koła Sanoczan, skupiającego wychowanków gimnazjum.
Przed 1939 ukazywały się roczne sprawozdania szkoły, zarówno z okresu zaboru austriackiego, jak i II Rzeczypospolitej, w których poza zawartością kronikarską gimnazjum ukazywały się artykuły dydaktyczno-naukowe pedagogów (dwóch z nich wydało je jako osobne publikacje: Antoni Borzemski i Józef Sulisz). W okresie II RP patronem gimnazjum był św. Stanisław Kostka. Przez okres ponad pół wieku gimnazjum było zakładem o charakterze klasycznym z greckim i łacińskim. Do końca lat 30. lekcje i zajęcia gimnastyczne odbywały się w położonym naprzeciw gimnazjum gmachu sanockiego Towarzystwa Gimnastycznego „Sokół”.
Zarządzeniem Ministra Wyznań Religijnych i Oświecenia Publicznego Wojciecha Świętosławskiego z 23 lutego 1937 „Państwowe Gimnazjum im. Królowej Zofii w Sanoku” zostało przekształcone w „Państwowe Liceum i Gimnazjum im. Królowej Zofii w Sanoku” (państwową szkołę średnią ogólnokształcącą, złożoną z czteroletniego gimnazjum i dwuletniego liceum, które następowały po sześciu klasach szkoły powszechnej), a po wejściu w życie tzw. reformy jędrzejewiczowskiej szkoła miała charakter męski, a wydział liceum ogólnokształcącego był prowadzony w typie humanistycznym oraz matematyczno-fizycznym. Ostatni przedwojenny egzamin maturalny odbył się wiosną 1939.

### II wojna światowa
Po wybuchu II wojny światowej w okresie kampanii wrześniowej i wkroczeniu Niemców do Sanoka budynek szkoły został zajęty przez okupantów. Były uczeń szkoły Stefan Stefański, dostrzegając niszczenie książek ze szkolnej biblioteki (Niemcy palili nimi w piecu) dokonał przetransportowania księgozbioru do sanockiego muzeum. W budynku mieścił się niemiecki szpital polowy. Według szacunków z 1980, podczas walk w II wojnie światowej poległo 128 wychowanków szkoły, w niemieckich obozach koncentracyjnych straciło życie 59 (ówczesna lista strat nie obejmowała zapewne wszystkich ofiar, w tym zbrodni katyńskiej, ujawnianych w późniejszych latach czy sowieckich łagrów). Podczas walk w Sanoku w 1944 w ramach frontu wschodniego obecna ulica Jana III Sobieskiego (w okresie okupacji niemieckiej przemianowana na Kasernenstrasse) była terenem zmagań zbrojnych; od strony położonej naprzeciw kamienica pod numerem 12 atakowali żołnierze radzieccy, w budynku gimnazjum bronili się Niemcy, którzy spalili położony od strony północnej budynek poczty. Po wyzwoleniu Sanoka 9 sierpnia 1944 w budynku stacjonowały wojska sowieckie. Obiekt posiadał uszkodzenia z działań wojennych (w ścianach było m.in. kilkanaście 1,5-metrowych otworów po pociskach artyleryjskich). Pedagodzy starający się o odbudowę gimnazjum we wrześniu 1944 otrzymali ok. 700 zgłoszeń młodzieży chętnej do nauki oraz ok. 50 nauczycieli chętnych do pracy; w tym czasie w wyniku starań wojsko sowieckie przekazało kadrze nauczycielskiej parter budynku, zaś Rosjanie nadal stacjonowali na pierwszej i drugiej kondygnacji. Powstały w tym czasie Komitet Odbudowy Gimnazjum (należeli do niego Jan Świerzowicz, Zofia Skołozdro, Jadwiga Zaleska i Roman Ślączka) skierował do Józefa Stalina telegram z prośbą o opuszczenie gmachu szkoły przez wojska Armii Czerwonej, zaś interwencja zakończyła się oddaniem budynku. Jesienią 1944 dyrektorem został wybrany demokratycznie przez grono pedagogiczne najstarszy wiekiem Jan Świerzowicz (pełnił funkcję przez rok), a jego zastępcą Zofia Skołozdro.
Podczas okupacji niemieckiej 1939–1945 działalność polskiego gimnazjum zostało zlikwidowane przez władze okupacyjne. W tym czasie zostało organizowane tajne nauczanie, w tym także przez nauczycieli gimnazjalnych; w jego ramach egzamin dojrzałości oraz małą maturę uzyskało kilkadziesiąt osób.

### Polska Rzeczpospolita Ludowa

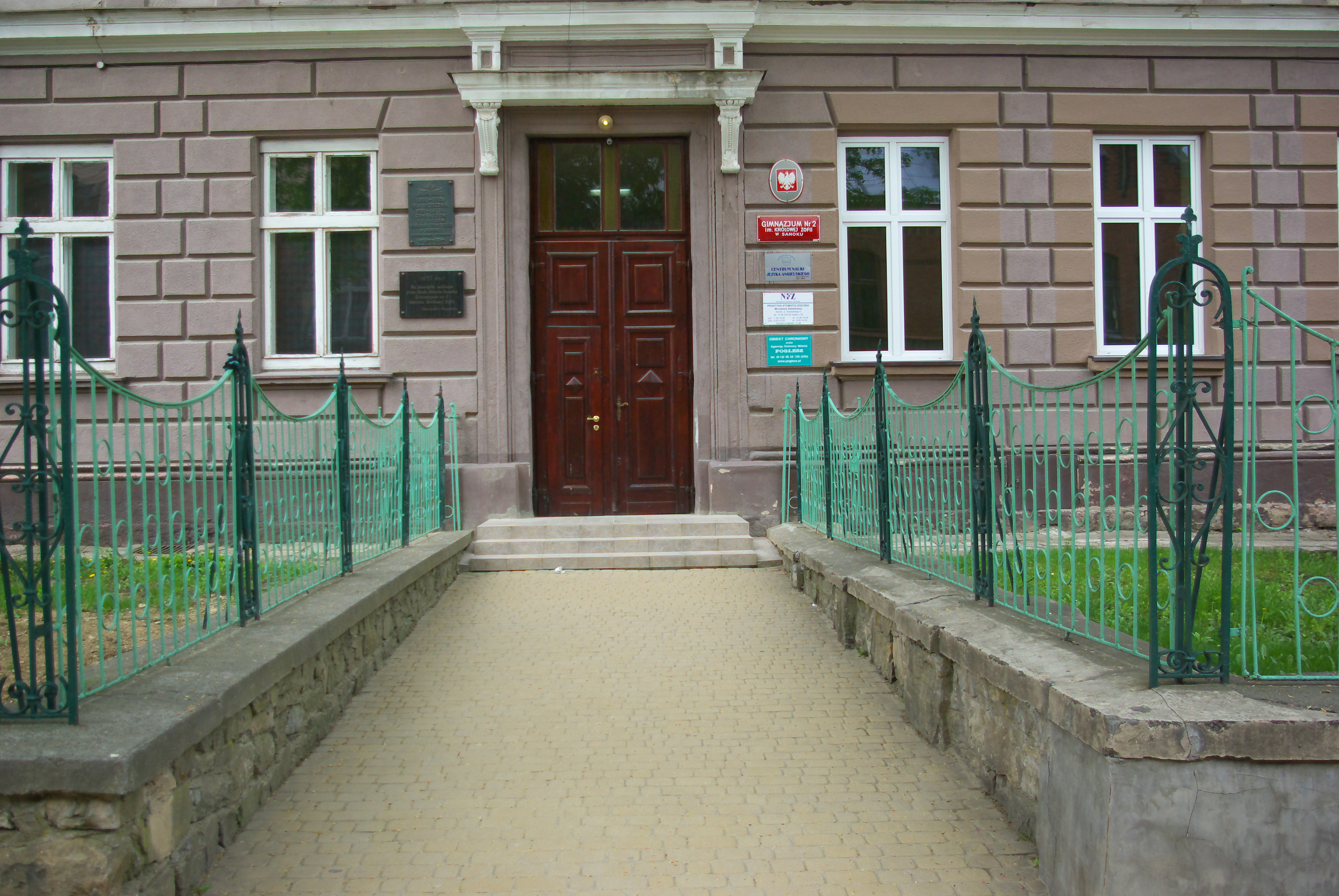
Wejście główne do szkoły

We wrześniu 1944 przeprowadzono egzaminy sprawdzające, a od października 1944 rozpoczęto ponownie naukę w gimnazjum. Pierwsza powojenna matura odbyła się w 1945. Do 31 stycznia 1946 funkcjonowało Koedukacyjne Gimnazjum i Liceum im. Królowej Zofii, powstałe z połączenia dawnego gimnazjum męskiego przy ul. Jana III Sobieskiego i dawnego gimnazjum żeńskiego przy ulicy Adama Mickiewicza. Od 1946 roku uczniowie uczęszczali do 11-letnich szkół: żeńskiej stopnia podstawowego i licealnego przy ul. Mickiewicza 9 (obecnie II LO w Sanoku), oraz męskiej stopnia podstawowego i licealnego przy ul. Jana III Sobieskiego (oficjalnie I Państwowa Szkoła Męska Stopnia Podstawowego i Licealnego). W 1953 roku nazwę zmieniono na Szkoła Podstawowa i Liceum Ogólnokształcące Męskie. W latach 1947–1951 dokonano remontu budynku szkoły.
W Ogólnokształcącej Szkole Męskiej zostało założone koło Towarzystwa Przyjaźni Polsko-Radzieckiej. Do 1958 naukę gimnazjum ukończyło 70 roczników uczniów. W dniach 21–22 czerwca 1958 roku odbył się drugi zjazd absolwentów pod nazwą „Jubileuszowy Zjazd Koleżeński b. Wychowanków Gimnazjum Męskiego w Sanoku w 70-lecie pierwszej Matury” (wzięło w nich udział ok. 13 500 osób). Jego inicjatorem i współorganizatorem był absolwent szkoły z 1921 i ówczesny nauczyciel, Józef Stachowicz. Przewodniczącym komitetu zjazdu był od czerwca 1957 był inny wychowanek Tadeusz Wojtowicz. Najstarszym żyjącym wówczas absolwentem szkoły, był ks. Józef Siekierzyński, który zdał maturę w trzecim roczniku gimnazjum (1890). Z tej okazji ukazała się publikacja Księga pamiątkowa Gimnazjum Męskiego w Sanoku 1888-1958, wyd. 3 tys. egzemplarzy, zawierała m.in. artykuły wspomnieniowe, których autorami byli absolwenci szkoły: Józef Stachowicz, Maria Kril, Stefania Skwarczyńska, Karol Zaleski, Marian Pankowski, Jan Świerzowicz, Adam Fastnacht, Edmund Słuszkiewicz, Jan Ciałowicz, Stanisław Rymar, Walerian Bętkowski, Adam Vetulani; ponadto władze cenzorskie odrzuciły do publikacji artykuł o poecie legionowym i wychowanku szkoły Józefie Mączce. Podczas zjazdu została ustanowiona tablica pamiątkowa honorująca ofiary wojen związane ze szkołą i został ufundowany sztandar szkoły, który zastąpił poprzedni, pochodzący z 1938, następnie zniszczony przez okupanta niemieckiego. W 1960 ukazała się relacja podsumowująca zjazd, pt. Dwa dni w mieście naszej młodości. Sprawozdanie ze zjazdu koleżeńskiego wychowanków Gimnazjum Męskiego w Sanoku w 70-lecie pierwszej matury w roku 1958 (redaktorzy: Józef Stachowicz, Jan Świerzowicz, Zofia Bandurka, Jan Bezucha, Andrzej Tarnawski, Józef Penar; wyd. 2 tys. egzemplarzy). Podczas zjazdu przemawiali m.in. ks. Zdzisław Peszkowski i prof. Włodzimierz Mozołowski, który wypowiedział się o Sanoku i gimnazjalistach:

...przeważająca większość wychowanków naszego gimnazjum opuszcza Sanok, a w mieście zostaje jedynie niewielki ich odsetek: rozchodzą się oni po całej Polsce, a wcale liczni i poza jej granicami. Na wysokich stanowiskach rządowych i w fabrykach, w wojsku i na wyższych uczelniach, w redakcjach – dawniej i dziś – znaleźć można Sanoczan. (...) ...wszystkich ich (Sanoczan) łączy z Sanokiem sentyment. Im dalej w lata, tym mocniejsza więź tęsknoty i wspomnień. (...) Ta więź sentymentu dotyczy nie tylko gimnazjum: łączy ich ona z całym Sanokiem i okolicą.

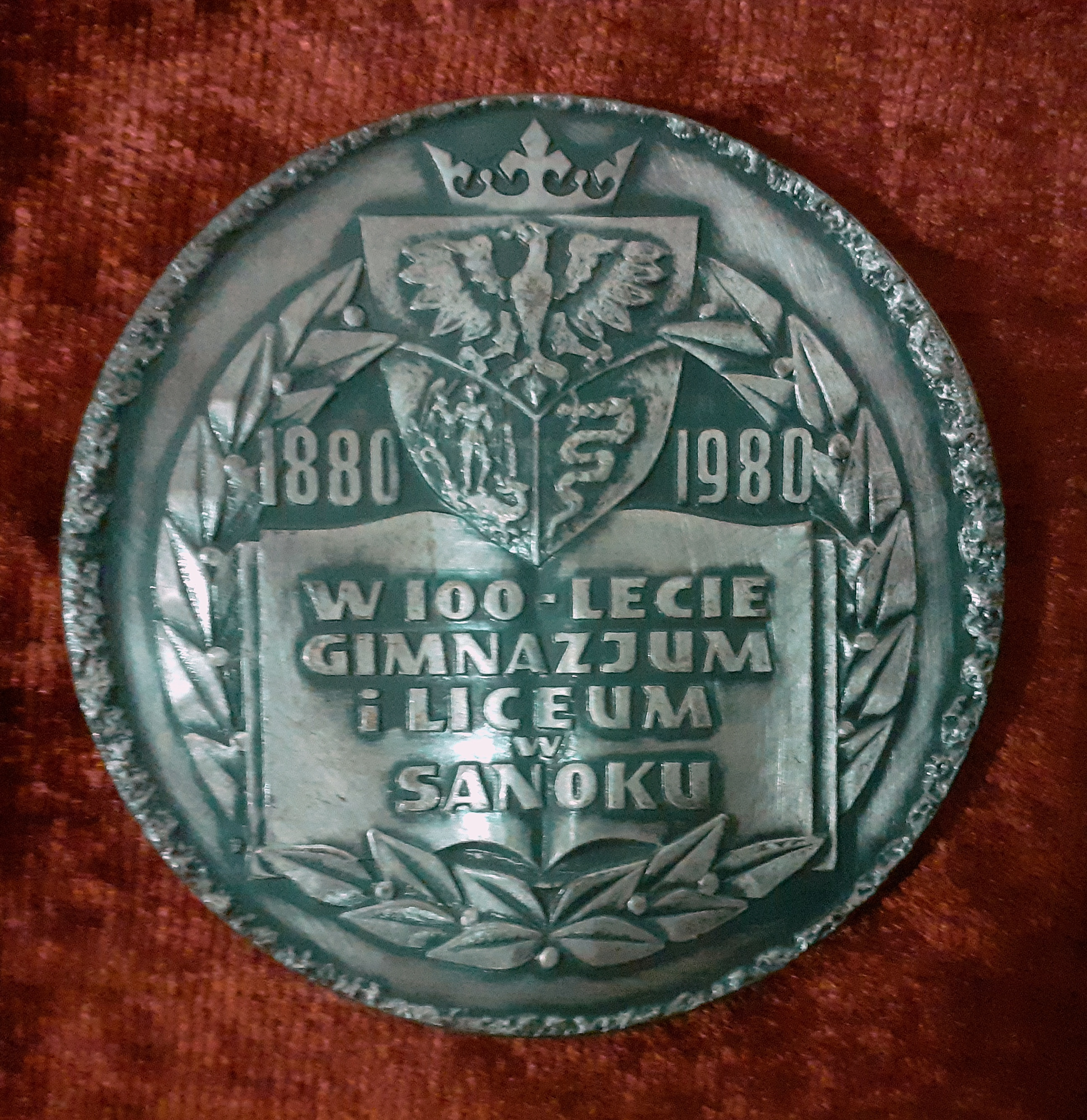
Plakieta z okazji jubieuszu 1880-1980

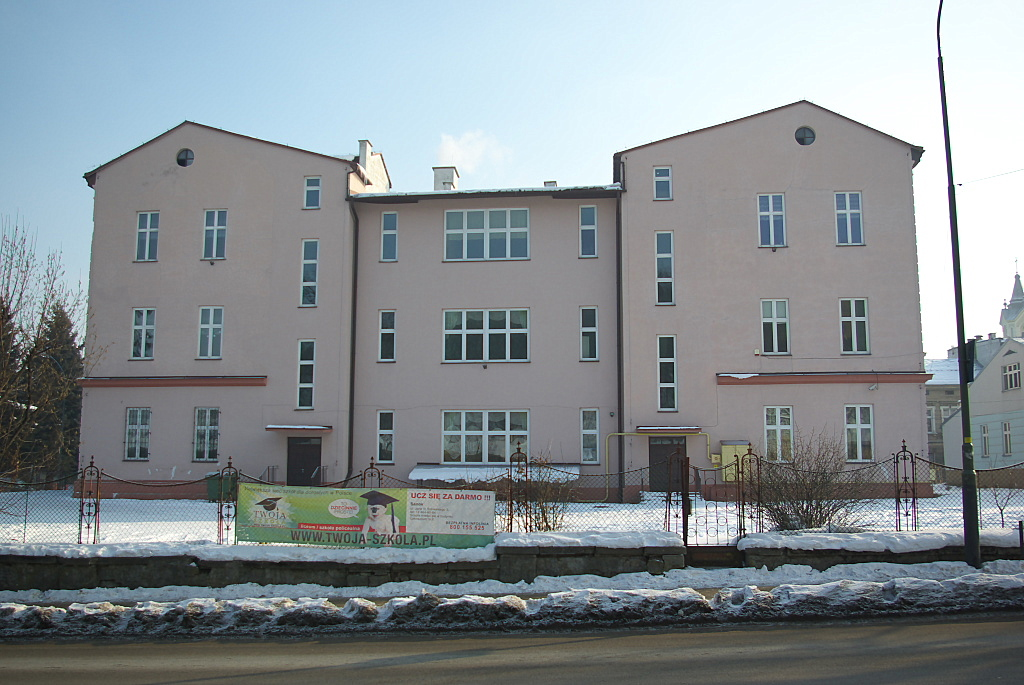
Widok budynku szkoły od ulicy Adama Mickiewicza

W 1965 roku w ramach reformy utworzono Szkołę Podstawową nr 4 i I LO przy ul. Jana III Sobieskiego (oraz równolegle Szkołę Podstawową nr 5 i II LO przy ul. Mickiewicza). W 1. poł. lat 60. liceum utraciło „męski” charakter, jako że egzamin dojrzałości zaczęły zdawać w nim także dziewczęta.
W roku szkolnym 1971/1972 odbył się remont budynku, a jednocześnie zaistniała potrzeba wybudowania nowej siedziby liceum. Wobec narastających trudności lokalowych (budynek mieścił dwie szkoły oraz Liceum Medyczne), ministerstwo podjęło decyzję o budowie nowej siedziby dla liceum. W efekcie I LO zostało uniezależnione i 3 września 1973 przeniesione do nowego budynku przy ul. Zagrody jako I Liceum Ogólnokształcące im. Komisji Edukacji Narodowej w Sanoku, które kontynuuje tradycje przedwojennego gimnazjum i liceum. SP 5 została przyłączona do SP 4. W ramach nauczania w SP 4 istniały klasy sportowe (w 1977 już cztery), w tym od roku szkolnego 1974/1975 działała klasa hokeja na lodzie, w której młodzi adepci tego sportu byli prowadzeni przez trenerów-instruktorów Tadeusza Glimasa oraz Franciszka Pajerskiego i Ryszarda Gierę z klubu Stali Sanok, działającego na lodowisku Torsan naprzeciw budynku szkoły. W 1978 SP4 zdobyła tytuł najbardziej usportowionej szkoły województwa krośnieńskiego.
W latach 1944–1980 I LO ukończyło 2198 absolwentów. W 1980 roku odbyły się obchody jubileuszu 100-lecia powstania szkoły (gospodarzem był budynek I LO), na inaugurację których wpierw 29 marca 1980 odbyła się sesja popularnonaukowa, a w dniach 29–31 maja 1980 zorganizowano trzeci w historii zjazd absolwentów pod nazwą „Zjazd Koleżeński profesorów i wychowanków z okazji 100-lecia Gimnazjum oraz I Liceum Ogólnokształcącego w Sanoku”. Z tej okazji została wydana publikacja pt. Księga pamiątkowa (obchodów 100-lecia Gimnazjum oraz I Liceum Ogólnokształcącego w Sanoku) oraz został wybity medal pamiątkowy, zaprojektowany przez Edwarda Gorola. Centralne uroczystości w postaci zjazdu koleżeńskiego absolwentów na 100-lecie gimnazjum odbyły się w dniach 30 maja-1 czerwca 1980 roku. Łącznie w obchodach uczestniczyło 2 tys. absolwentów, a wśród nich m.in. najstarsi absolwenci z roku szkolnego 1908/1909: 91-letni Antoni Bargiel i Marian Kernig. Patronat nad zjazdem objęła Sanocka Fabryka Autobusów. Podczas uroczystości odbył się apel poległych ku czci wychowanków-ofiar wojen i zbrodni wojennych.
28 maja 1983 odbyła się uroczystość nadania Szkole Podstawowej nr 4 nowego patrona, gen. Karola Świerczewskiego.

### III Rzeczpospolita

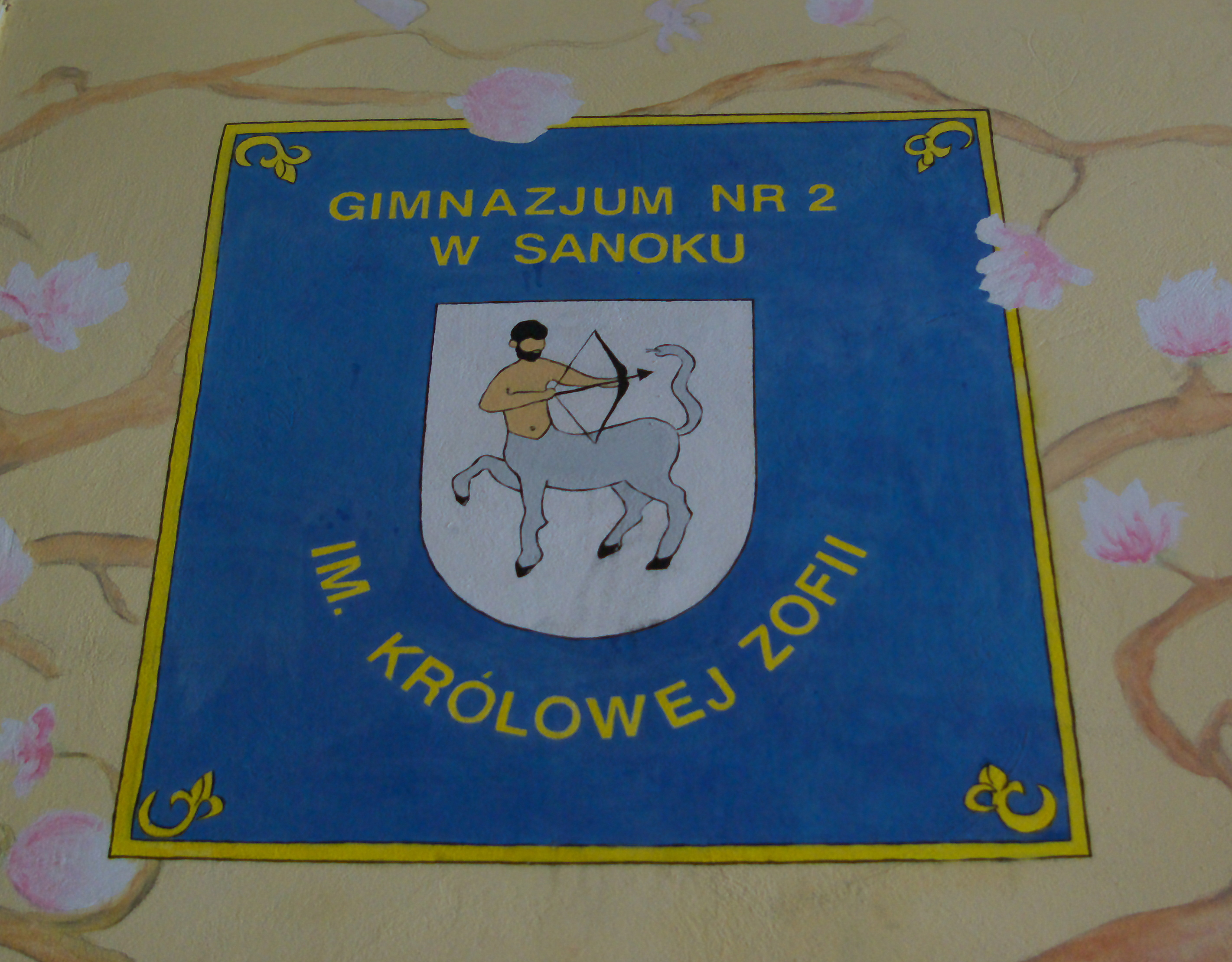
Herb gimnazjum nr 2

14 grudnia 1990 ponownie przywrócono jako patrona Królową Zofię. 1 grudnia 1999 roku powstało Gimnazjum nr 2, a jego dyrektorem pozostała Anna Trebenda. W dniach 1–3 lipca 2005 roku miał miejsce czwarty zjazd absolwentów z okazji 125-lecia powstania szkoły. Przewodniczącym Komitetu Organizacyjnego był Waldemar Szybiak, a w Komitecie Honorowym zasiedli m.in. prof. Zbigniew Jara, Marian Pankowski, Zdzisław Peszkowski i Jan Skoczyński. Uroczystą mszę św, koncelebrowali księża-absolwenci gimnazjum, pod przewodnictwem jednego z nich, ks. Zdzisława Peszkowskiego. Z tej okazji została wydana publikacja pt. Księga pamiątkowa. 125 lat Gimnazjum Męskiego im. Królowej Zofii – I Liceum Ogólnokształcącego im. Komisji Edukacji Narodowej w Sanoku (1880–2005), pod redakcją Małgorzaty Szybiak. W zjeździe wzięło udział ok. 1500 absolwentów.
Na przełomie 2013/2014 rozpoczęto starania celem budowy sali gimnastycznej przy szkole, która została uroczyście otwarta 1 września 2016. Po reformie systemu oświaty w 2017 Gimnazjum nr 2 im. Królowej Zofii w Sanoku zostało przekształcone w Szkołę Podstawową nr 8 w Sanoku, której organem prowadzącym jest Gmina Miasta Sanoka. Uchwałą Rady Miasta Sanoka z 28 kwietnia 2022 nadano Szkole Podstawowej nr 8 imię Królowej Zofii. Uroczystość nadani odbyła się 13 maja 2022.

## Tablice i obiekty pamiątkowe

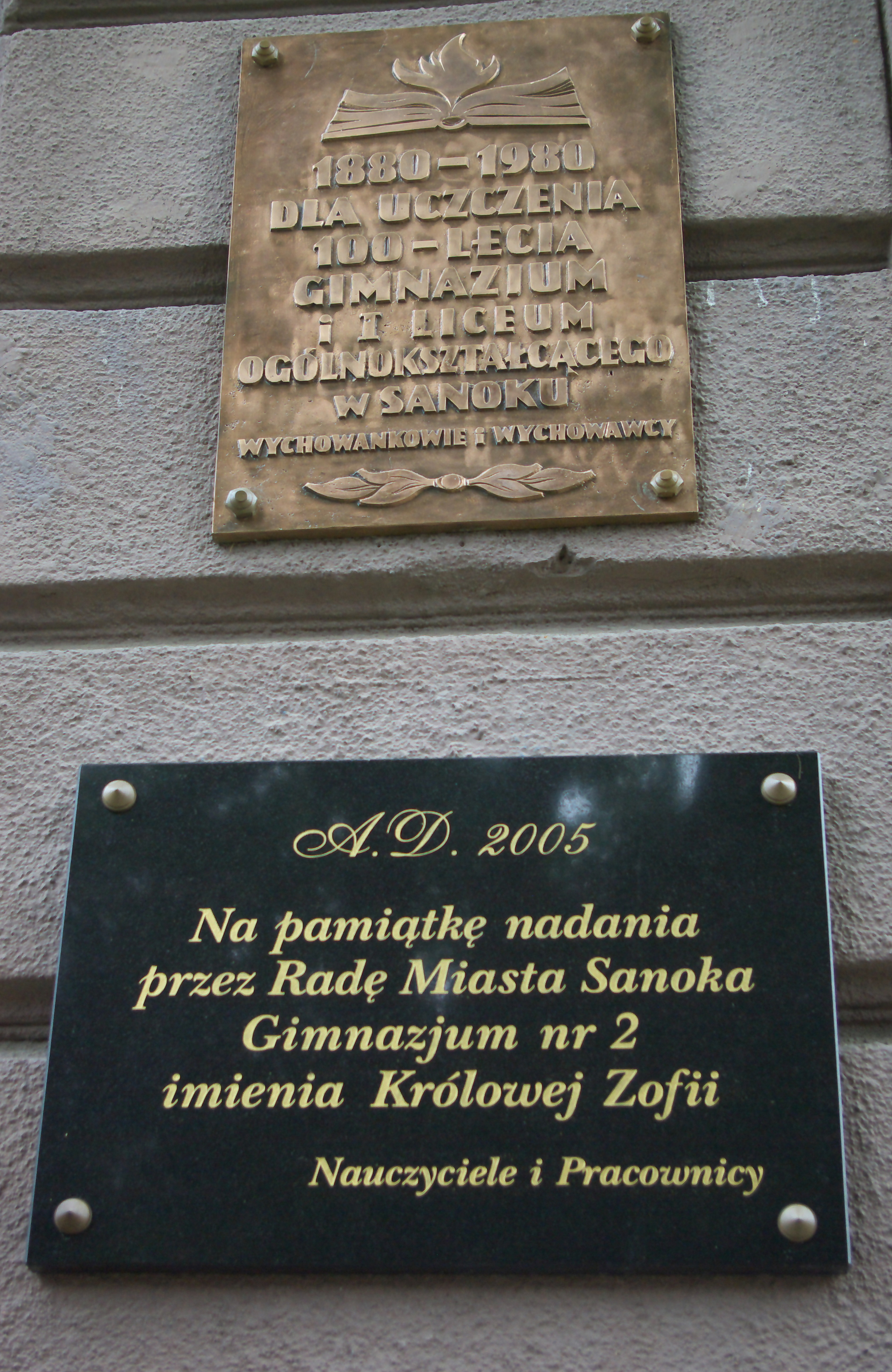
Tablice pamiątkowe obok wejścia głównego

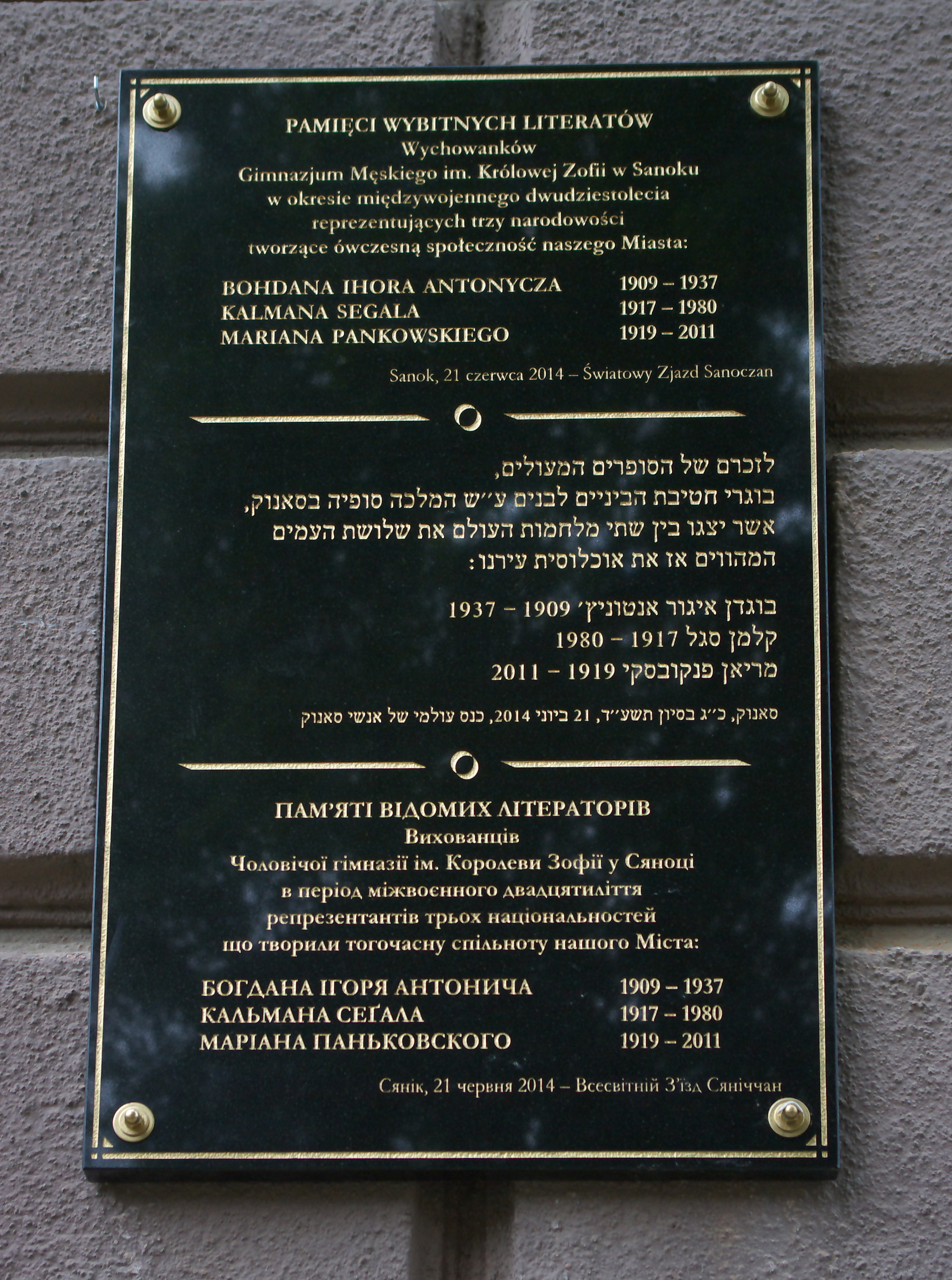
Tablica poświęcona trzem wychowankom-literatom (2014)

- Tablica upamiętniająca gen. Karola Świerczewskiego[170].
- Tablica poświęcona poległym i pomordowanym absolwentom gimnazjum[171]. Odsłonięta 21 czerwca 1958 roku z okazji obchodów „Jubileuszowego Zjazdu Koleżeńskiego b. Wychowanków Gimnazjum Męskiego w Sanoku w 70-lecie pierwszej Matury”, dokonała tego prof. Stefania Strzelbicka-Skwarczyńska. Projekt wykonał Kazimierz Florek. Upamiętniała ofiary I i II wojny światowej, wojny polsko-bolszewickiej 1918–1920, eksterminacji nazistowskiej i sowieckiej. Na głównej tablicy umieszczono inskrypcję: „Mortui sunt – ut in libertate vivamus (pol. Polegli, abyśmy żyli w wolności). Wychowawcom i wychowankom Gimnazjum Męskiego w Sanoku, bohaterom i męczennikom, którzy w czas obu wojen światowych, na polach walk, w więzieniach, obozach koncentracyjnych i miejscach straceń na ziemi polskiej i obcej życie dla ojczyzny oddali. Jubileuszowy Zjazd Wychowanków 1888-1958.”[172]. Dwie kartonowe tablice, zawierające ponad 200 nazwisk ofiar[173], zostały zastąpione podczas uroczystości 11 czerwca 1969 tablicami spiżowymi (komitetowi przewodził Jan Bezucha)[130]. W trakcie remontu gmachu gimnazjum latem 1973 tablice zostały zdemontowane (wyburzono ścianę na której były umieszczone)[174]. Pod koniec sierpnia 1973 zostały zainstalowane w holu na pierwszym piętrze nowej siedziby szkoły-kontynuatorki gimnazjum, tj. I Liceum Ogólnokształcącego im. Komisji Edukacji Narodowej przy ul. Zagrody[174][175][176]. Treść na tablicach zawierała nazwiska 24 ofiar zbrodni katyńskiej. Podczas inauguracji roku szkolnego 3 września 1973 minister oświaty i wychowania Jerzy Kuberski obejrzał inskrypcje na tablicach, po czym na dyrektorze I LO Tomaszu Blecharczyku wywierano presję, ażeby usunął tablice (czyniła to m.in. działaczka miejskich władz Helena Grabowska)[174]. Ostatecznie pod koniec sierpnia 1976 w obawie o stanowisko dyr. Blecharczyk zlecił zdjęcie tablic, na których dokonano zmian (1: dotychczasowy wpis Rozstrzelani przez Niemców a) na ziemiach polskich (...) b) w Katyniu zmieniono w ten sposób, że usunięto treść w podpunktach a) i b), zaś dotychczasowe wpisy Zmarli na terenie Z.S.R.R. i Zmarli w Egipcie zastąpiono wpisem Zmarli poza granicami kraju[174]. Tablice ponownie zainstalowano na ścianie i w takim stanie tablice przetrwały do najmniej do 1989[174][177][178]. W 1990 tablica miała zostać przywrócona.
- Dwie tablice pamiątkowe ustanowione dla uczczenia obchodów 100-lecia gimnazjum w 1980 roku.
  - Pierwsza z inskrypcją: „1880-1980 dla uczczenia 100-lecia gimnazjum i II Liceum Ogólnokształcącego w Sanoku. Wychowankowie i wychowawcy”[179]. Znajduje się przy wejściu do szkoły.
  - Druga została umieszczona na ścianie budynku I Liceum przy ulicy Zagrody. Inskrypcja: „1380-1980 w 600-letnią rocznicę szkolnictwa w Sanoku. 1880-1980 w 100-lecie Gimnazjum i I liceum w Sanoku. Komitet Zjazdu Wychowanków”[180]. Została odnowiona w maju 2014.
- Tablica pamiątkowa z okazji nadania szkole przez Radę Miasta Sanoka imienia Królowej Zofii (2005). Znajduje się na fasadzie budynku obok wejścia. Została odnowiona w maju 2014.
- Klon pospolity zasadzony w Narodowe Święto Niepodległości 11 listopada 2008. Tabliczka informuje: Klon pospolity Acer platanoides „Crimson sentry”. Sanok, 11 listopada 2008. Znajduje się przy głównym wejściu do budynku.
- Magnolia „Konstytucja” zasadzona na terenie gimnazjum w rocznicę uchwalenia Konstytucji 3 maja Tabliczka informuje: Magnolia „Konstytucja”. Sanok, 3 maja 2012 r.[181] Znajduje się w południowo-zachodnim rogu nieruchomości.
- Na początku 2014 na ogrodzeniu przy wejściu do szkoły umieszczono tabliczkę w ramach „Szlaku śladami dobrego wojaka Szwejka”, upamiętniającego pobyt w mieście Józefa Szwejka, opisanego w książce Przygody dobrego wojaka Szwejka autorstwa Jaroslava Haška.
- Tablica poświęcona trzem absolwentom gimnazjum, którymi byli literaci trzech narodowości: Ukrainiec Bohdan Ihor Antonycz (1909-1937), Żyd Kalman Segal (1917-1980) i Polak Marian Pankowski (1919-2011). Tablica została umieszczona przy wejściu do budynku i odsłonięta 21 czerwca 2014 podczas Światowego Zjazdu Sanoczan. Inskrypcja głosi: Pamięci wybitnych literatów, wychowanków Gimnazjum Męskiego im. Królowej Zofii w Sanoku w okresie międzywojennego dwudziestolecia reprezentujących trzy narodowości tworzące ówczesną społeczność naszego Miasta: Bohdana Ihora Antonycza 1909–1937, Kalmana Segala 1917–1980, Mariana Pankowskiego 1919–2011. Sanok, 21 czerwca 2014 – Światowy Zjazd Sanoczan.
- Trzy dęby szypułkowe honorujące trzech absolwentów gimnazjum, którymi byli literaci trzech narodowości: Ukrainiec Bohdan Ihor Antonycz (1909-1937), Żyd Kalman Segal (1917-1980) i Polak Marian Pankowski (1919-2011). Każdorazowa inskrypcja brzmi: Dąb szypułkowy. Quercus robur. „Bohdan” (wzgl. „Kalman”, „Marian”) Sanok, dnia 21 czerwca 2014 – Światowy Zjazd Sanoczan.

## Dyrektorzy
W okresie zaboru austriackiego w ramach autonomii galicyjskiej było sześciu dyrektorów gimnazjum do I wojny światowej (1917). Następnie w okresie niepodległej II Rzeczypospolitej funkcję kierownika szkoły sprawowało pięć osób, w okresie Polskiej Rzeczypospolitej Ludowej pięć (do czasu przeniesienia siedziby do innego budynku w 1971).
| Kierownicy gimnazjum - Mieczysław Jamrógiewicz (1880-1888) - Karol Petelenz (1888–1890) - Tomasz Tokarski (1890-1895) - Antoni Kwiatkowski (1895) - Włodzimierz Bańkowski (1895-1912) - Adam Pytel (1912–1917) - Stanisław Basiński (1917-1925) - Stanisław Borowiczka (1925-1927) - Stanisław Cebula (1927-1930) - Klemens Kocowski (1930-1931) - Andrzej Grasela (1931-1939) Zastępcy dyrektora - Zofia Skołozdro (1944–1947) - Kazimiera Drozd (1953-1956) - Józef Stachowicz (1952-1962) - Kazimiera Drozd (1966-1974) |  | Kierownicy liceum - Jan Świerzowicz (1944–1945) - Andrzej Grasela (1945-1947) - Józef Pohorski (1947-1953) - Józef Penar (1953–1965) - Kazimiera Drozd (1965–1966) - Robert Mączka (1966–1971) - kolejni dyrektorzy: zob. I LO w Sanoku Kierownicy szkoły podstawowej i nowego gimnazjum - Jadwiga Sarama (1965-1978) - Barbara Wójcik (1978–1981) - Helena Jaklik (1981–1989) - Anna Trebenda (1989-2012) - Robert Zoszak (od 2012) |

## Nauczyciele i kadra
- Wiktor Arvay, matematyka, fizyka
- Jan Augustyński, język łaciński i grecki, kaligrafia
- Zofia Bandurka, historia
- Włodzimierz Bańkowski, język niemiecki, polski i grecki, historia, geografia
- Stefan Baraniecki, język polski
- Michał Bartkowski, język polski
- Stanisław Basiński, język polski, grecki i łaciński
- Gustaw Baumfeld, język polski
- Antoni Bielak, fizyk, matematyka
- Rudolf Biernacki, język polski
- Józef Bogaczewicz, chemia, matematyka
- Stanisław Borowiczka, historia, geografia
- Antoni Borzemski, historia, matematyka, geografia
- Kasper Brzostowicz, matematyka
- Emanuel Bujak, język niemiecki, łaciński
- Jan Karol Całczyński, język polski, język łaciński, zawiadowca biblioteki
- Stanisław Cebula, język łaciński
- Tadeusz Chmielewski, uczestnik tajnego nauczania
- Leszek Ciuk, wychowanie fizyczne
- Włodzimierz Czajkowski, język łaciński, ruski, grecki i in.
- ks. Wasylij Czemarnyk, katecheta gr.-kat.
- Walerian Czykiel, matematyka, gimnastyka
- Władysław Dajewski, język polski, łaciński, bibliotekarz
- ks. Józef Drozd, katecheta rz.-kat. (od 1903)
- Józef Drzewicki, historia, geografia, język niemiecki, biblioteka
- Apolinary Garlicki, historia, geografia
- Sebastian Flizak, język łaciński i niemiecki
- Leon Getz, rysunek, roboty ręczne
- Ihilii Ghelb, język niemiecki, język łaciński, zawiadowca biblioteki
- Ludwik Glatman, język polski, język niemiecki, historia, geografia
- ks. Hilarion Gmitryk, katecheta gr.-kat.
- Kajetan Golczewski, fizyka, matematyka
- Antoni Gołkowski, język polski, historia, geografia
- Andrzej Grasela, język polski
- dr Józef Hukiewicz, język niemiecki
- Mieczysław Jamrógiewicz, matematyka, propedeutyka
- dr Roman Jamrógiewicz – język polski, matematyka, fizyka
- dr Marian Janelli, historia, język łaciński, geografia
- Franciszek Jun, język polski, łaciński
- Jan Killar, język niemiecki, polski, łaciński, grecki, historia
- Zygmunt Klinger, język niemiecki, łaciński
- Klemens Kocowski, język niemiecki, przyroda
- Adam Konopnicki, matematyka, historia naturalna, gimnastyka
- Henryk Kopia, w latach 1892–1894, język polski, historia, bibliotekarz
- Helena Kosina, język polski[183]
- Stanisław Kotowicz, język polski, grecki, łaciński
- Walerian Krywult, język niemiecki, polski, geografia, historia
- Wanda Kubrakiewicz, język łaciński, matematyka 1954-1971
- Antoni Kwiatkowski, język łaciński i grecki, propedeutyka filozofii
- Leon Lemoch, matematyka, fizyka
- Stefan Lewicki, język polski i łaciński
- dr Michał Ładyżyński, język grecki, łaciński, polski, logika, prop. fil.
- dr Franciszek Majchrowicz, język łaciński, grecki, niemiecki
- Tadeusz Miękisz, historia, geografia
- ks. Jakub Mikoś, katecheta rz.-kat.
- ks. Józef Moskalik, katecheta gr.-kat.
- August Mroczkowski, historia naturalna i język polski
- Leopold Musiał, organizator szkoły
- Maria Myćka-Kril, historia
- Hipolit Neuwirth, języki
- Henryk Ogonowski, język łaciński, grecki, polski
- ks. Józef Opioła, katecheta rz.-kat.
- Karol Petelenz, język niemiecki
- Wiktor Petrykiewicz[184]
- Józef Pohorski, język polski
- Michał Pollak, fizyka[185]
- Franciszek Popiołek, języka polski, historia, geografia
- Urban Przyprawa, język łaciński, grecki, polski i in.
- Adam Pytel, język niemiecki i polski, kaligrafia
- ks. Paweł Rabczak, katecheta rz.-kat., prefekt bursy
- Józef Rec, język grecki, łaciński, matematyka, historia
- ks. dr Roman Reszetyło, katecheta gr.-kat.
- Józef Rolski, matematyka, fizyka, chemia
- Ludwik Salo, języki łaciński, niemiecki, ruski
- Karol Siekierzyński, biologia
- Ludwik Sikora, historia, geografia, dzieje ojczyste, kursy
- Józef Słotwiński, języki grecki, łaciński, polski
- Kazimierz Sośnicki, matematyka, fizyka, propedeutyka filozofii, język francuski, stenografia
- Kazimierz Sowirko, język polski
- Józef Stachowicz, język polski, wicedyrektor do 1962
- Władysław Sygnarski, śpiew
- Marian Szajna, gimnastyka
- Alfons Szczurowski, historia, geografia[186]
- Władysław Szombara, matematyka
- Bolesław Szomek, język polski, grecki
- dr Roman Ślączka, język angielski
- Władysław Ślebodziński, matematyka
- Tomasz Tokarski, język niemiecki, historia naturalna, propedeutyka
- dr Jan Świerzowicz, język polski
- ks. Jan Trznadel, katecheta rz.-kat.
- ks. Maurycy Turkowski, katecheta rz.-kat.
- Michał Urbanek, języki polski, łaciński, grecki, w latach 1914–1920
- Roman Vetulani, język łaciński i grecki, gimnastyka, kaligrafia
- Franciszek Wanic, język łaciński
- ks. Stepan Wenhrynowycz, katecheta gr.-kat.
- Maksymilian Wiśniowiecki, języki łaciński i grecki, matematyka
- dr Walenty Wróbel, język łaciński, polski, grecki, kaligrafia, propedeutyka filozofii, logika, psychologia
- Andrzej Wyka, historia, geografia, kaligrafia
- Józef Wyrobek, języki łaciński, polski, niemiecki
- Józef Zachara, język polski, język łaciński
- Jan Zakrzewski, język niemiecki, łaciński, grecki
- Jadwiga Zaleska, wychowanie fizyczne
- ks. Szymon Zuzak, katecheta rz.-kat.
- Lekarze szkolni: dr Stanisław Domański, dr Antoni Dorosz, dr Kazimierz Niedzielski, dr Stanisław Gilewicz
- Tercjani szkolni: sierż. tyt. Teodor Walciszewski[187], Jan Błaż, Michał Żubryd

Na podstawie materiałów źródłowych.

## Absolwenci i uczniowie
W nawiasach odnotowano etap i czas ukończenia bądź przerwania edukacji.
- Tadeusz Adamczyk – nauczyciel (IV klasa w 1907)
- ppłk dypl. Zdzisław Adamczyk – oficer artylerii Wojska Polskiego, burmistrz Zakopanego, ofiara zbrodni katyńskiej (matura w 1904)
- ks. inf. Piotr Adamski – duchowny rzymskokatolicki w Stanach Zjednoczonych (V klasa w 1908)
- ppor. Jerzy Albert – ofiara zbrodni katyńskiej (matura w 1936)
- Arnold Andrunik – urzędnik, żołnierz ZWZ-AK (IV klasa w 1927)
- Bohdan Ihor Antonycz – ukraiński poeta, prozaik (matura w 1928)
- Jerzy Augustyński – prawnik, działacz Polonii w Gdańsku, ofiara zbrodni w Piaśnicy (II klasa w 1920)
- Katarzyna Bachleda-Curuś, z domu Wójcicka – łyżwiarka szybka, czterokrotna olimpijka (SP 4 w 1995, I LO matura w 1999)
- podchor. Juliusz Bakoń – podoficer Wojska Polskiego, ofiara zbrodni katyńskiej (matura w 1938)
- Barbara Bandurka – artystka malarka, poetka, konserwatorka (matura w 1966)
- st. strz. Jan Barniak – żołnierz Narodowej Organizacji Wojskowej i Armii Krajowej (matura w 1931)
- Roman Bańkowski – poeta, publicysta, pracownik łączności (matura w 1951)
- prof. dr hab. Ludwik Bar – prawnik, wykładowca akademicki (matura w 1926)
- inż. Tadeusz Barucki – architekt, historyk sztuki, dokumentalista architektury, publicysta (matura w 1939)
- prof. Stanisław Batruch – artysta malarz, wykładowca ASP w Krakowie (matura w 1953)
- por. inż. Stanisław Beksiński – geodeta (matura w 1905)
- inż. Zdzisław Beksiński – fotografik, artysta malarz (matura w 1947)
- por. Stanisław Bes – oficer Wojska Polskiego (V klasa w 1927)
- ppor. inż. Władysław Bes – oficer Wojska Polskiego, wykładowca w AGH (matura w 1934)
- ppor. Jan Bezucha – oficer Wojska Polskiego, prawnik, adwokat, urzędnik (VII klasa w 1927)
- ppor. asp. Zygmunt Bezucha – oficer Wojska Polskiego, aspirant SG, leśnik, ofiara zbrodni katyńskiej (matura w 1933)
- Walerian Bętkowski – botanik, nauczyciel biologii, przyrodnik, metodyk nauczania (VIII klasa w 1920, matura w 1922)
- por. Władysław Białas – żołnierz Wojska Polskiego (matura w 1914)
- Bolesław Biega – dyplomata, wydawca, dziennikarz, działacz konspiracyjny podczas II wojny światowej oraz polonijny (IV klasa w 1910)
- Maciej Biega – łyżwiarz szybki, olimpijczyk (Gimn. nr 2 w 2005)
- mjr dypl. Stanisław Biega – oficer Wojska Polskiego, uczestnik czterech wojen (matura w 1911)
- dr Franciszek Bielak – historyk literatury (V klasa w 1907)
- ks. Józef Bielawski – duchowny rzymskokatolicki, inicjator budowy szpitala w Brzozowie (matura w 1897)
- Adam Bieniasz – nauczyciel, pilot balonowy i szybowcowy, działacz i sędzia sportowy (matura w 1929)
- dr Mieczysław Bilek – lekarz, epidemiolog, higienista, wykładowca akademicki (matura w 1926)
- prof. Kazimierz Boczar – ekonomista, działacz spółdzielczości, wykładowca SGPiS (matura w 1934)
- Wiktor Boczar – żołnierz, sędzia (matura w 1914)
- dr inż. Kazimierz Bogacz – geolog, wykładowca akademicki (matura w 1946)
- Józef Bogaczewicz – nauczyciel (matura w 1922)
- ppłk Kazimierz Bogaczewicz – oficer Wojska Polskiego, ofiara zbrodni katyńskiej (matura w 1907)
- hm Czesław Borczyk – harcerz (IV klasa w 1928)
- Stanisław Borczyk – oficer Wojska Polskiego, działacz państwowy na emigracji
- ppor. Adam Bratro – harcerz, uczestnik wojny 1920 (V klasa w 1916)
- płk Jan Bratro – dowódca pułkowy, dowódca piechoty dywizyjnej (matura w 1913)
- Bolesław Briks – działacz oświatowy, pionier edukacji zawodowej (matura w 1920)
- Andrzej Brygidyn – nauczyciel, historyk (matura w 1965)
- mjr Wacław Brzozowski – oficer artylerii Wojska Polskiego (matura w 1910)
- ppłk Władysław Brzozowski – oficer artylerii Wojska Polskiego (matura w 1913)
- ks. kap. Stanisław Buczek – duchowny rzymskokatolicki, działacz konspiracji w II wojnie światowej (matura w 1926)
- Stanisław Budweil – urzędnik skarbowy, działacz sokoli, muzyk, dyrygent i chórmistrz (V klasa w 1890)
- ks. Stanisław Burczyk – duchowny rzymskokatolicki, wykładowca (matura w 1939)
- ppor. Roman Bury – oficer ludowego Wojska Polskiego (III klasa w 1939, mała matura w 1944)
- Antoni Cebula – funkcjonariusz MBP i MO (gimnazjum w 1947)
- ppor. dr Stanisław Charzewski – prawnik, działacz niepodległościowy, legionista (matura w 1904)
- Tadeusz Chmielewski – nauczyciel, żołnierz (VIII klasa w 1924)
- płk dypl. dr Jan Ciałowicz – oficer artylerii Wojska Polskiego (matura w 1913)
- ppor. Kazimierz Ciałowicz – nauczyciel, literat (VI klasa w 1922)
- dr Aleksander Codello – historyk, nauczyciel, profesor gimnazjalny (matura w 1925)
- dr Edward Czech – lekarz rentgenolog, żołnierz ZWZ-POZ-AK (matura w 1933)
- phm por. Zbigniew Czekański – harcerz, oficer Wojska Polskiego, ofiara zbrodni NKWD (matura w 1928)
- ks. kan. Stanisław Czerniec – duchowny rzymskokatolicki (matura w 1928)
- dr kpt. Jan Dankiewicz – lekarz, oficer Wojska Polskiego, ofiara zbrodni katyńskiej (II klasa w 1906)
- Zbigniew Dańczyszyn – polityk, działacz sportowy (matura w 1938)
- Roman Daszyk – nauczyciel, historyk, działacz społeczny (matura w 1951)
- ks. Mikołaj Deńko – duchowny greckokatolicki (matura w 1926)
- płk Adam Dębiec – funkcjonariusz MO, oficer SB i UOP (matura w 1960)
- ppłk Marian Dienstl-Dąbrowa – oficer Wojska Polskiego, dziennikarz, publicysta, redaktor (matura w 1901)
- por. Józef Dąbrowski – urzędnik bankowy, ofiara zbrodni katyńskiej (matura w 1911)
- Iryna Dobrianska, wówczas jako Irena Dobrzańska – nauczycielka, etnograf (VI klasa w 1909)
- ppor. kom. Bolesław Drewiński – oficer Wojska Polskiego i Policji Państwowej (III klasa w 1909)
- kpt. dr Leopold Dręgiewicz – lekarz dentysta i oficer wojskowy, zmarł w niewoli niemieckiej (matura w 1903)
- prof. Edward Drozd – profesor nauk prawnych (matura w 1959)
- Jan Drozd-Gierymski – nauczyciel, działacz społeczny i samorządowy, polityk, poseł (matura w 1909)
- dr Michał Drwięga – żołnierz, sędzia, adwokat, notariusz (matura w 1906)
- ppor. Eugeniusz Duda – ofiara zbrodni katyńskiej (matura w 1929)
- kpt. Janusz Dukiet – oficer Wojska Polskiego (matura w 1914)
- mjr dr Mieczysław Dukiet – lekarz ginekolog, położnik, balneolog, działacz hokeja na lodzie (matura w 1917)
- Józef Dwernicki – ziemianin, ofiara zbrodni katyńskiej (matura w 1905)
- Mieczysław Dzięgałło – uczestnik działań wojennych, działacz społeczny (gimnazjum w 1949)
- Karol Dziuban – założyciel i pierwszy naczelnik Grupy Bieszczadzkiej GOPR, działacz turystyczny (matura w tajnym nauczaniu podczas II wojny światowej)
- ppor. Włodzimierz Dżugan – urzędnik, oficer Wojska Polskiego, ofiara zbrodni katyńskiej (VI klasa w 1928)
- płk dr Józef Ekkert – doktor filozofii, nauczyciel, podpułkownik piechoty Wojska Polskiego, starosta (matura w 1903)
- dr Adam Fastnacht – historyk (matura w 1931)
- nacz. kap. Szymon Fedorońko – duchowny prawosławny, ofiara zbrodni katyńskiej (do VI klasy 1912/1913)
- por. Michał Fijałka – oficer Armii Krajowej i cichociemny (matura w 1935)
- ppor. Bronisław Filipczak – notariusz, muzyk, działacz kulturalny, oficer Wojska Polskiego (matura w 1898)
- ppłk Karol Friser – oficer Wojska Polskiego (matura w 1909)
- prof. dr inż. Michał Fuksa – specjalista budownictwa lądowego
- Witold Fusek – farmaceuta, regionalista, działacz narodowy i instruktor harcerski (matura w 1904)
- prof. dr hab. inż. Józef Galanka – specjalista w dziedzinie górnictwa, wykładowca akademicki (matura w 1923)
- Bronisław Gaweł – nauczyciel, działacz społeczny (matura w 1897)
- por. dr Emil Gaweł – adwokat, działacz sokoli, oficer (VI klasa w 1892)
- ks. kan. prob. Stanisław Gaweł – duchowny rzymskokatolicki, kapelan wojskowy (V klasa w 1898)
- prof. Stanisław Gerstmann – filozof, badacz literatury polskiej (matura w 1929)
- prof. dr hab. Leszek Giec – kardiolog, twórca górnośląskiej kardiologii (matura w 1947)
- por. Aleksander Gniewosz – oficer Polskich Sił Zbrojnych (II klasa w 1932)
- por. dr Włodzimierz Godłowski – lekarz neurolog i psychiatra, oficer Wojska Polskiego, ofiara zbrodni katyńskiej (matura w 1918)
- inż. Jerzy Gölis – architekt, pracownik naukowy Politechniki Lwowskiej (matura w 1923)
- ppor. Mieczysław Granatowski – oficer Wojska Polskiego i Armii Krajowej (matura w 1932)
- Ryszard Grzebień – naczelnik miasta Sanoka (matura w 1956)
- prof. dr płk Stanisław Haduch – lekarz, oficer ludowego Wojska Polskiego, komendant Wojskowego Instytutu Medycyny Lotniczej (matura w 1934)
- Hryhorij Hanulak – pisarz ukraińsko-łemkowski (VI klasa w 1902)
- kpt. podinsp. Jakub Hanus – oficer Wojska Polskiego i Policji Państwowej (matura w 1907)
- por. dr Ludwik Hellebrand – lekarz weterynarii, oficer Wojska Polskiego (matura w 1912)
- mjr dr Samuel Herzig – lekarz, oficer, żydowski działacz społeczny, radny, polityk (matura w 1898)
- Zbigniew Hess – działacz partyjny (gimnazjum w 1949)
- Michał Hliszczak – urzędnik (1889/1890)
- mjr Emil Holuka-Charzewski, wówczas jako Emil Holuka – żołnierz legionów i Wojska Polskiego (IV klasa w 1905)
- ppor. inż. Stanisław Hroboni – inżynier mechanik, ofiara zbrodni katyńskiej (matura w 1921)
- dr hab. Tadeusz Hroboni – specjalista chirurgii dziecięcej, lekarz w powstaniu warszawskim (matura w 1923)
- dr Józef Hukiewicz – nauczyciel (matura w 1910)
- Stanisław Iwanowicz – nauczyciel (IV klasa w 1914)
- dr Roman Jamrógiewicz – nauczyciel (I klasa w 1899)
- inż. Wojciech Jahn – malarz (matura w 1955)
- bp Stanisław Jakiel – duchowny rzymskokatolicki (w I klasie w 1920)
- prof. dr hab. Zbigniew Jara – lekarz weterynarii, ichtiopatolog, filozof biologii, poeta (matura w 1936)
- mjr Ksawery Jaruzelski – ziemianin, wojskowy, agronom, poseł na Sejm RP, oficer Wojska Polskiego (matura w 1903)
- Urban Jawień – lekarz (gimnazjum w 1947)
- Józef Jucha – pedagog, regionalista (VI klasa w 1916)
- Franciszek Jun – nauczyciel, ofiara mordu w Czarnym Lesie (matura w 1901)
- kpt. Bolesław Jus – oficer Wojska Polskiego, jeniec oflagu (VI klasa w 1919)
- por. Ludwik Jus – nauczyciel, filolog klasyczny, oficer Wojska Polskiego (matura w 1903)
- mjr Mieczysław Jus – oficer Wojska Polskiego (VIII klasa bez matury w 1914)
- ks. kan. Juliusz Kaczorowski – duchowny katolicki w II RP i na emigracji w Wielkiej Brytanii (matura w 1927)
- ppłk Władysław Kasza – oficer Wojska Polskiego (matura w 1918)
- prof. Juliusz Katz-Suchy, wówczas jako Juda Katz – dyplomata, działacz komunistyczny (matura w 1931)
- Bronisław Kawałek – nauczyciel, wieloletni dyrektor liceum w Gorlicach, poseł na Sejm PRL (matura w 1930)
- Marian Kawski – wokalista (matura w 1960)
- Stanisław Kawski – farmaceuta, aptekarz, żołnierz ZWZ-AK (matura w 1931)
- Leon Kazubski – działacz niepodległościowy, oficer, pracownik przemysłu naftowego, urzędnik (matura w 1909)
- Bolesław Keim – nauczyciel, prezydent Stryja (matura w 1902)
- Jan Keller – urzędnik skarbowy, działacz niepodległościowy i społeczny (III klasa w 1890)
- kpt. Edward Kielar – oficer Wojska Polskiego, ofiara zbrodni katyńskiej (matura 1911)
- płk Gustaw Kieszkowski – oficer Wojska Polskiego (matura w 1902)
- prof. Jan Kilarski – matematyk, fizyk, pedagog, krajoznawca, profesor uniwersytecki, historyk Gdańska (VI klasa w 1901)
- Jan Killar – nauczyciel, działacz społeczny i sokoli (matura w 1903)
- płk dr Marian Killar – lekarz, oficer Armii Krajowej i Ludowego Wojska Polskiego, nauczyciel akademicki (matura w 1936)
- Szymon Kimmel – adwokat (matura w 1924)
- ppłk dr Paweł Kindelski – prawnik, oficer Wojska Polskiego (matura w 1897)
- prof. dr hab. inż. Edward Kindlarski – specjalista zarządzania jakością, wykładowca (matura w 1961)
- dr Jicchak Kister, wówczas jako Izaak Kister – sędzia Sądu Najwyższego w Izraelu (matura w 1924)
- por. Marian Kister – oficer Wojska Polskiego, wydawca, tłumacz (matura w 1918)
- prof. Me’ir Jacob Kister, wówczas jako Meier Kister – arabista (VI klasa w 1930)
- Anatol Kocyłowski – tancerz, choreograf (1953)
- prof. dr hab. Bronisław Kocyłowski – lekarz weterynarii, ichtiopatolog (matura w 1926)
- bp Jozafat Kocyłowski (w szkole Józef) – duchowny greckokatolicki, błogosławiony Kościoła katolickiego (V klasa w 1890)
- ppor. Kazimierz Kocyłowski – żołnierz partyzantki antykomunistycznej (dwie klasy do 1939)
- kpt. Aleksander Kolasiński – oficer Wojska Polskiego, ofiara zbrodni katyńskiej (do początku VII klasy w 1913)
- gen. bryg. January Komański – generał Wojska Polskiego (matura w 1959)
- ks. kap. Paweł Komborski – duchowny rzymskokatolicki, kapelan wojenny, więzień w PRL (matura w 1934)
- Antoni Kondyjowski – urzędnik podatkowy (VI klasa w 1888)
- mjr Teofil Kondyjowski – oficer Wojska Polskiego, lekarz weterynarii (matura w 1901)
- Janusz Konieczny – nauczyciel, urzędnik, polityk, senator (matura w 1960)
- por. pil. Stanisław Koń – podoficer lotnictwa II RP, oficer PSP na Zachodzie i RAF (matura w 1936)
- pchor. Andrzej Kosina – podoficer Wojska Polskiego (matura w 1916)
- mjr dypl. Jan Kosina – oficer Wojska Polskiego, wykładowca taktyki, ofiara zbrodni katyńskiej (matura w 1912)
- kpt. dr Stanisław Kosina – prawnik, konsul (matura w 1914)
- Robert Kostecki – hokeista (SP 4 w 1998)
- ppłk Edward Kościński – oficer Wojska Polskiego (II klasa w 1906/1907)
- ppłk dypl. Wielisław Krajowski – oficer Wojska Polskiego (VI klasa w 1912)
- ppor. Fryderyk Krasicki – dziennikarz, prawnik, urzędnik, poseł na Sejm RP III kadencji (matura w 1908)
- kpt. Stanisław Krassowski – oficer Wojska Polskiego (VI klasa w 1914)
- inż. Wiesław Krawczyński – specjalista leśnictwa, działacz łowiecki, wykładowca (matura w 1902)
- ppor. Jan Krawiec – ofiara zbrodni katyńskiej (matura w 1930)
- Marian Kruczek – rzeźbiarz (nauka przerwana)
- ks. Bartłomiej Krukar – duchowny rzymskokatolicki (VI klasa w 1910)
- inż. Zbigniew Kruszelnicki – architekt (matura w 1934)
- por. inż. Mieczysław Krygowski – oficer Wojska Polskiego, działacz przemysłu naftowego (matura w 1912)
- prof. Julian Krzyżanowski – historyk literatury, wykładowca, wydawca (matura w 1911)
- dr Wacław Kubacki – historyk literatury, krytyk, pisarz (tymczasowo)
- mjr Kazimierz Kubala – pilot lotnictwa wojskowego, uczestnik trzech wojen (matura w 1912)
- ppłk Władysław Kubala – oficer Wojska Polskiego, uczestnik czterech wojen (matura w 1910)
- por. Józef Kucharski – urzędnik, ofiara zbrodni katyńskiej (w VII klasie do 1918)
- Władysław Kucharski – historyk, pedagog, działacz społeczny (matura w 1894)
- Józef Kucza – żołnierz Armii Krajowej, działacz oświatowy (matura w 1928)
- kpt. Stanisław Kurek – oficer Wojska Polskiego (VIII klasa bez matury w 1914)
- ks. Franciszek Ksawery Kurkowski – duchowny rzymskokatolicki (VIII klasa bez matury w 1905)
- Ryszard Kuzyszyn – scenograf (matura w 1948)
- por. dr Jan Kuźnar – prawnik, urzędnik, oficer Wojska Polskiego, ofiara zbrodni katyńskiej (matura w 1913)
- mjr Kazimierz Kwaśniewicz – oficer Wojska Polskiego (matura w 1917)
- inż. Mieczysław Kwaśniewicz – harcerz, inżynier górniczy (matura w 1920)
- por. Wincenty Kwiatkowski – oficer Wojska Polskiego, ofiara zbrodni katyńskiej (matura w 1925)
- mjr Feliks Langenfeld – oficer Wojska Polskiego (III klasa w 1902)
- Orest Lenczyk – piłkarz i trener piłkarski (matura w 1961)
- Stefan Lewicki – nauczyciel (matura w 1888)
- dr Włodzimierz Lewicki – adwokat, literat (matura w 1888)
- Zdzisław Lewicki – żołnierz Drugiej Kompanii Kadrowej (matura w 1910)
- ppor. Ryszard Linscheid – prawnik, ofiara zbrodni katyńskiej (matura w 1929)
- dr Adolf Liwacz – matematyk, specjalista rachunkowości (matura 1947)
- ks. Wojciech Lorenc – duchowny rzymskokatolicki (matura 1918)
- kpt. Franciszek Löwy – oficer Wojska Polskiego (matura w 1914)
- kpt. Józef Lubowiecki – oficer Wojska Polskiego (matura w 1921)
- płk Wawrzyniec Łobaczewski – oficer Wojska Polskiego, ofiara zbrodni katyńskiej (II klasa w 1888)
- płk Zygmunt Łobaczewski – oficer, właściciel Zagórza (matura w 1888)
- ppor. Władysław Majcher – oficer Polskich Sił Zbrojnych na Zachodzie (matura w 1938)
- płk Benedykt Majkowski – oficer Legionów Polskich i Wojska Polskiego (IV klasa w 1908)
- kpt. Franciszek Malik – oficer Wojska Polskiego, cichociemny, powstaniec warszawski (matura w 1932)
- o. Kazimierz Malinowski – franciszkanin konwentualny, prowincjał (nauka w SP 4)
- por. Józef Mączka – żołnierz Legionów Polskich, poeta (V klasa w 1903)
- ks. kan. Zygmunt Męski – duchowny rzymskokatolicki, poseł do austriackiej Rady Państwa (matura w 1891)
- por. dr Stanisław Michalski – weterynarz, wykładowca, ofiara zbrodni katyńskiej (matura w 1918)
- prof. dr Emil Michałowski – lekarz, specjalista urolog, wykładowca
- Bolesław Michoń – prokurator, działacz społeczny (matura w 1951)
- kpt. Leopold Mielecki – pilot Polskich Sił Zbrojnych na Zachodzie (IV klasa w 1928)
- prof. Stanisław Miękisz – biofizyk, wykładowca akademicki, przewodniczący Rady Miejskiej Wrocławia (matura w 1946)
- Tadeusz Miękisz – nauczyciel w sanockim gimnazjum, autor publikacji o Sanoku (matura w 1902)
- ks. kan. Jakub Mikoś – duchowny rzymskokatolicki, katecheta (matura w 1909)
- ppor. Władysław Miller – oficer Wojska Polskiego, ofiara zbrodni katyńskiej (matura w 1925)
- Stanisław Mioduszewski – pisarz, reportażysta, marynarz (VI klasa przerwana w 1926)
- Tadeusz Mleczko – polityk, działacz sportowy (matura w 1957)
- prof. Feliks Młynarski – ekonomista, bankowiec (matura w 1903)
- dr Jan Morawski – prawnik, adwokat, sędzia Najwyższego Trybunału Administracyjnego i Sądu Najwyższego, minister sprawiedliwości (matura w 1896)
- kpt. Józef Agaton Morawski – ziemianin, poseł na Sejm RP (matura w 1912)
- kmdr dr Leon Moszczeński – lekarz, oficer Marynarki Wojennej, ofiara zbrodni katyńskiej (V klasa w 1905)
- ppłk Tadeusz Moszczeński – oficer aptekarz Wojska Polskiego (IV klasa w 1905)
- Franciszek Moszoro – nauczyciel, pedagog, harcerz (IV klasa w 1908)
- dr Bolesław Mozołowski – sędzia, więzień i ofiara niemieckiego obozu w Auschwitz (matura w 1904)
- płk dr Stefan Mozołowski – lekarz neurolog, oficer Wojska Polskiego (matura w 1910)
- kpt. prof. Włodzimierz Mozołowski – lekarz, biochemik, wykładowca (matura w 1913)
- dr Leopold Musiał – chemik, wykładowca (matura w 1925)
- płk lek. Marian Musiał – lekarz, oficer Wojska Polskiego (matura w 1927)
- prof. dr hab. Włodzimierz Musiał – lekarz, specjalista patologii, kardiologii i chorób wewnętrznych (matura w 1925)
- dr Maria Myćka-Kril – nauczycielka historii (matura w 1922)
- kmdr Konrad Namieśniowski, wówczas jako Konrad Piekarz – oficer Marynarki Wojennej (V klasa w 1918)
- Leszek Nartowski, wówczas jako Leszek Kril – operator filmowy (matura w 1949)
- kpt. Marian Niedenthal – oficer Wojska Polskiego (matura w 1909)
- kpt. dr Kazimierz Niedzielski – lekarz, oficer Wojska Polskiego (matura w 1911)
- ppłk Jan Niemiec-Moroński – oficer Wojska Polskiego
- ppor. Józef Nycz – prawnik, oficer Wojska Polskiego, ofiara zbrodni katyńskiej
- inż. Kazimierz Ochęduszko – mechanik, nauczyciel, wykładowca (matura w 1922)
- ppor. Romuald Ochęduszko – oficer Polskich Sił Zbrojnych na Zachodzie (IV klasa w 1926)
- prof. Stanisław Ochęduszko – termodynamik, rektor Politechniki Śląskiej (matura w 1917)
- szer. Michał Oleksiak – żołnierz Wojska Polskiego i partyzantki antykomunistycznej
- Spirydion Opałka – prawnik, urzędnik, nauczyciel (VII klasa w 1914, matura w 1920)
- Janusz Ostrowski – polski dziennikarz, poeta, żołnierz (matura w 1920)
- ppłk Władysław Owoc – oficer Wojska Polskiego, działacz narodowy (matura w 1909)
- mjr dr Antoni Owsionka – prawnik, urzędnik pocztowy, oficer Wojska Polskiego (matura w 1911)
- dr Franciszek Pajączkowski – historyk teatru, bibliotekarz
- płk dypl. Jerzy Pajączkowski-Dydyński – oficer Wojska Polskiego, jeden z najstarszych mężczyzn (matura w 1912)
- rtm. Stefan Pajączkowski – artysta malarz, grafik, muzealnik, twórca obrazów batalistycznych (matura w 1918)
- ks. prob. Józef Panaś – kapelan Legionów Polskich i Wojska Polskiego (III klasa w 1902)
- bł. o. Anastazy Pankiewicz – błogosławiony kościoła katolickiego (III klasa w 1898)
- Marian Pankowski – poeta, pisarz, tłumacz (matura w 1937)
- Zygmunt Pankowski – pracownik pocztowy (matura w 1930)
- dr Stanisław Pazurkiewicz – polonista (matura w 1912)
- dr Abraham Penzik – adwokat, działacz i publicysta socjalistyczny (VIII klasa bez matury w 1912)
- ks. dr rtm. Zdzisław Peszkowski – harcerz, żołnierz Wojska Polskiego, duchowny katolicki (matura w 1938)
- kmdr Czesław Petelenz – oficer Marynarki Wojennej, publicysta, działacz morski i żeglarski (I klasa w 1890)
- Stanisław Jan Piątkiewicz – rzeźbiarz (I klasa w 1909)
- prof. por. Kazimierz Piech – botanik, wykładowca Uniwersytetu Jagiellońskiego, uczestnik trzech wojen (matura w 1911)
- Tadeusz Piech – specjalista w dziedzinie bankowości, organizator PKO w Palestynie (matura w 1914)
- Michał Pieszko – nauczyciel, historyk (matura w 1910)
- dr Stanisław Pilawski – zoolog, wykładowca akademicki (matura w 1927)
- ppłk Edward Pisula – oficer Wojska Polskiego i Armii Krajowej (VII klasa w 1918)
- Marian Placzek – nauczyciel (matura w 1906)
- inż. Antoni Pohlmann – specjalista pojazdów szynowych, wykładowca akademicki (matura w 1927)
- Jan Pohorski, wówczas jako Pudełko – sędzia, działacz polityczny, poseł na Sejm PRL (matura w 1923)
- Józef Pohorski, wówczas jako Pudełko – harcerz, nauczyciel, polityk (matura w 1927)
- ks. Jan Polański – łemkowski duchowny greckokatolicki (matura w 1911)
- mjr Bronisław Polityński – oficer Wojska Polskiego, samorządowiec, starosta (matura w 1906)
- ks. kan. Antoni Porębski – duchowny rzymskokatolicki, dziekan sanocki (V klasa w 1916)
- Tadeusz Poźniak – samorządowiec, ziemianin (matura w 1896)
- kpt. insp. Bronisław Praszałowicz – oficer Wojska Polskiego i Policji Państwowej (matura w 1904)
- mjr Lucjan Borek-Prek – oficer kawalerii, właściciel ziemski
- dr Józef Premik – geolog, dydaktyk geografii, wykładowca akademicki (matura w 1911)
- Rudolf Probst – żołnierz Armii Krajowej, pedagog, nauczyciel
- ppłk Franciszek Prochaska – artysta malarz, grafik, typograf, oficer Wojska Polskiego (matura w 1913)
- Dariusz Prosiecki – dziennikarz (SP 4 w 1993)
- gen. dyw. Bronisław Prugar-Ketling – żołnierz Wojska Polskiego (matura w 1910)
- mjr Danuta Przystasz – uczestniczka powstania warszawskiego (matura w tajnym nauczaniu w 1942)
- ppor. Mieczysław Przystasz – prawnik, uczestnik powstania warszawskiego, więziony w PRL, urzędnik (matura w 1933)
- ppor. Zbigniew Przystasz – urzędnik, oficer Wojska Polskiego, ofiara zbrodni katyńskiej (matura w 1931)
- por. Mieczysław Pudełko – prawnik, oficer Wojska Polskiego i Polskich Sił Zbrojnych na Zachodzie (matura w 1931)
- gen. Jan Pyrcak – funkcjonariusz Służby Więziennej, dyrektor generalny tej formacji (matura w 1962)
- Czesław Radwański – hokeista, trener (SP 4)
- Maciej Radwański – hokeista (SP 4 w 1993)
- Michał Radwański – hokeista, reprezentant Polski, trener (SP 4 w 1995)
- Mieczysław Radwański – nauczyciel, ofiara powstania warszawskiego (matura w 1901)
- dr Jan Rajchel – doktor praw, adwokat, burmistrz Sanoka (matura w 1903)
- por. Zdzisław Rajchel – urzędnik, oficer Wojska Polskiego, ofiara zbrodni katyńskiej (matura w 1931)
- kpt. Romuald Rajs – oficer (w II klasie w 1927)
- dr Norbert Ramer – profesor akademicki Uniwersytetu Warszawskiego (matura w 1929)
- kpt. dr Salomon Ramer – lekarz, oficer, żydowski działacz społeczny, radny, polityk (matura w 1892)
- kpt. dr Klemens Remer – prawnik, działacz narodowy, dyrektor Banku Gospodarstwa Krajowego (matura w 1913)
- Józef Rappaport – pisarz (matura w 1906)
- kpt. Tadeusz Remer – nauczyciel, bibliotekarz, oficer Wojska Polskiego (matura w 1912)
- dr ppor. Wiktor Robel – oficer Legionów Polskich, lekarz (II klasa nieuk. w 1906)
- mjr Władysław Romańczyk – oficer Wojska Polskiego, wykładowca wojskowy (matura w 1919)
- kpt. dr lek. Zenon Różewicz – lekarz, oficer Wojska Polskiego (matura w 1909)
- inż. Wojciech Rybicki – chemik, kompozytor, pianista (matura w 1959)
- Bartłomiej Rychter – prawnik, pisarz (SP 4)
- Józef Rygliszyn – działacz komunistyczny (gimnazjum w 1947)
- kpt. Stanisław Ścibor-Rylski – oficer C.K. Armii (IV klasa w 1890)
- kpt. Witold Ścibor-Rylski – oficer C.K. Armii (I klasa w 1882)
- Stanisław Rymar – działacz narodowy, pisarz, publicysta, historyk (matura w 1905)
- Andrzej Ryniak – hokeista, stolarz (SP 4)
- Jan Ryniak – tenisista, hokeista, trener, sędzia hokejowy (SP 4)
- inż. Stanisław Ryniak – architekt, pierwszy polski więzień Auschwitz-Birkenau (III klasa w 1931)
- Albin Rysz – lekarz (matura w 1950)
- o. Gerard Rysz, wówczas jako Józef Rysz – kapucyn, komisarz prowincji (V klasa w 1911)
- mjr Jan Sadowski – oficer Legionów i Wojska Polskiego, ofiara zbrodni katyńskiej (III klasa w 1904)
- ks. kan. Edward Sandałowski – duchowny rzymskokatolicki, działacz społeczny (matura w 1895)
- por. dr Roman Saphier, pierwotnie Abraham – nauczyciel, oficer C.K. Armii i Wojska Polskiego (VIII klasa w 1920)
- por. Jan Sawczak-Knihinicki – farmaceuta, powstaniec warszawski, filatelista (VII klasa w 1913/1914)
- Jan Scherff – starosta (matura w 1909)
- dr Samuel Seelenfreund – prawnik, działacz społeczności żydowskiej (matura w 1901)
- Kalman Segal – pisarz (VI klasa do 1935)
- ks. Józef Siekierzyński – duchowy greckokatolicki (matura w 1890)
- Karol Siekierzyński – nauczyciel (II klasa w 1922)
- Roman Sieradzki – polityk (matura w 1955)
- por. Tomasz Silarski – nauczyciel, oficer Wojska Polskiego, ofiara zbrodni katyńskiej (V klasa w 1914)
- ks. dziek. Stanisław Sinkowski – dziekan Wojska Polskiego (matura w 1909)
- prof. dr hab. Jan Skoczyński – historyk filozofii, wykładowca Uniwersytetu Jagiellońskiego (matura w 1964)
- ks. Józef Skoczyński – duchowny rzymskokatolicki (matura w 1921)
- Tadeusz Skórka – pracownik zarządzający Autosanu i Stomilu w Sanoku (matura w 1947)
- Andrzej Skubisz – oficer Wojska Polskiego, aktor i śpiewak teatralny (matura w 1934)
- prof. dr hab. Stefania Skwarczyńska, z domu Strzelbicka – teoretyk i historyk literatury (matura w 1921)
- por. Tadeusz Słotołowicz – prawnik, sędzia, ofiara zbrodni katyńskiej (matura w 1919)
- dr Edmund Słuszkiewicz – doktor praw, dziennikarz, poeta, pisarz, porucznik Wojska Polskiego (matura w 1914)
- Franciszek Słuszkiewicz – nauczyciel, dyrektor gimnazjum w Bochni (matura w 1894)
- Maksymilian Słuszkiewicz – ostatni przedwojenny burmistrz Sanoka (III klasa w 1900)
- prof. Julian Sokołowski – geolog naftowy (matura w 1950)
- kpt. Edward Solon – oficer Wojska Polskiego, powstaniec warszawski (uczeń do ok. 1916)
- por. Stanisław Solon – oficer Wojska Polskiego (IV klasa w 1905)
- Kazimierz Sołtysik – kurier ZWZ, żołnierz AK, bibliotekarz, wykładowca (matura 1947)
- Kazimierz Sowirko – nauczyciel, pisarz, poeta (matura w 1957)
- Tadeusz Srogi – więzień obozów niemieckich, pracownik „PaFaWagu” (matura w 1939)
- Józef Stachowicz – pedagog, polonista, późniejszy nauczyciel w szkole (matura w 1921)
- dr Aleksander Stangenhaus – lekarz (matura w 1888)
- Izydor Stangenhaus – farmaceuta, aptekarz, wojskowy (VI klasa w 1893)
- Jan Stapiński – działacz ruchu ludowego (klasy IV-V od 1883 do 1885)
- mjr Paweł Staroń – oficer Wojska Polskiego (matura w 1918)
- kpt., błog. Stanisław Kostka Starowieyski – oficer Wojska Polskiego, działacz kościelny, błogosławiony Kościoła katolickiego (klasy I–III od 1905 do 1908)
- ks. dr hab. lic. Jan Stawarczyk – duchowny rzymskokatolicki, profesor uniwersytecki (IV klasa w 1902)
- Stefan Stefański – muzealnik, kustosz, regionalista, bibliofil, numizmatyk, kolekcjoner, działacz turystyczny, znawca Sanoka (matura w 1933)
- płk Michał Stepek – oficer Wojska Polskiego (matura w 1906)
- ppłk Wojciech Stepek – oficer Wojska Polskiego (matura w 1907)
- prof. dr hab. Zdzisław Stropek – ekonomista (matura w tajnym nauczaniu podczas II wojny światowej )
- ppor. inż. Marian Strzelbicki – inżynier, ofiara zbrodni katyńskiej (matura w 1926)
- dr Władysław Studziński – urzędnik, podsekretarz stanu w Prezydium Rady Ministrów (matura w 1897)
- ks. Mieczysław Suwała – duchowny rzymskokatolicki, kapelan Armii Krajowej (matura w 1933)
- kpt. Kazimierz Swoszowski – lotnik wojskowy, kapitan pilot Wojska Polskiego (matura w 1911)
- Mieczysław Sygnarski – nauczyciel, dydaktyk i popularyzator języka esperanto (matura w 1908)
- Konrad Szachnowski – aktor i reżyser teatralny (matura w 1964)
- kpt. dr Franciszek Szafran – sędzia Sądu Najwyższego i Najwyższego Trybunału Apelacyjnego, oficer Wojska Polskiego, ofiara zbrodni katyńskiej (VII klasa w 1908)
- sierż./ppor. Władysław Szelka – podoficer Wojska Polskiego, żołnierz ZWZ-AK (uczeń I klasy w 1920/1921)
- por. Władysław Szepieniec – oficer Wojska Polskiego, ofiara zbrodni katyńskiej (matura w 1917)
- ks. dr Wojciech Szmyd – duchowny rzymskokatolicki, jezuita, profesor teologii moralnej i prawa kanonicznego (IV klasa w 1890)
- ks. dr Wojciech Szmyd – duchowny rzymskokatolicki, profesor teologii moralnej (matura w 1896)
- dr hab. Józef Szpilecki – fizyk, wykładowca akademicki (matura w 1926)
- o. Czesław Szuber, wówczas jako Jan Szuber – duchowny rzymskokatolicki, kapucyn, komisarz prowincji (I klasa w 1893)
- Janusz Szuber – poeta (matura w 1967)
- mjr Stanisław Szuber – oficer Wojska Polskiego (matura w 1910)
- Zbigniew Szuber – pilot-instruktor (matura w 1938)
- dr Edward Szwed – nauczyciel, działacz narodowy na Śląsku Opolskim (matura w 1922)
- Franciszek Szwed – działacz narodowy, adwokat (matura w 1930)
- por. Stanisław Szwed – oficer Wojska Polskiego, prawnik działacz samorządowy, poseł (matura w 1913)
- ppłk Władysław Szwed – oficer Wojska Polskiego (VI klasa w 1914)
- kpt. dr Aleksander Ślączka – lekarz neurolog i psychiatra, oficer Wojska Polskiego, ofiara zbrodni katyńskiej (matura w 1911)
- kpt. inż. Kazimierz Ślączka – urzędnik, oficer Legionów Polskich i Wojska Polskiego (matura w 1903)
- dr Roman Ślączka – adwokat i radca prawny, pionier ruchu skautowego, działacz niepodległościowy (matura w 1913)
- ks. Adam Ślusarczyk – duchowny greckokatolicki, kapelan UPA (matura w 1930)
- dr Jan Świerzowicz – polonista, krytyk i historyk literatury, nauczyciel (matura w 1908)
- mjr dr Kazimierz Świtalski – oficer Legionów Polskich i Wojska Polskiego, senator, marszałek Sejmu RP, premier RP (matura w 1904)
- Jerzy Tarnawski – nauczyciel, historyk (matura w 1964)
- Tadeusz Taworski – dyrektor ZOO w Płocku, działacz społeczny
- dr hab. Marian Teleszyński, wówczas jako Marian Golarz – oficer, cichociemny, pediatra (matura w 1935)
- ppłk Michał Terlecki – oficer Wojska Polskiego (matura w 1913)
- mjr podinsp. Zygmunt Tomaszewski – oficer Wojska Polskiego i Policji Państwowej (matura w 1904)
- ks. inf. dr Stanisław Turkowski – duchowny rzymskokatolicki, katecheta, wykładowca (matura w 1937)
- Tadeusz Turkowski – artysta malarz (matura w 1945)
- Lidia Uszkiewicz, z domu Sembratowicz – lekarka psychiatra (matura w 1929)
- prof. Adam Vetulani – historyk prawa i kanonista (III klasa w 1914)
- prof. Kazimierz Vetulani – inżynier, teoretyk budownictwa (matura w 1907)
- prof. Tadeusz Vetulani – biolog i zootechnik (VII klasa w 1914)
- Zygmunt Vetulani – dyplomata, ekonomista, konsul generalny RP (matura w 1912)
- Bronisław Wajda – więzień obozów niemieckich podczas II wojny światowej, działacz kombatancki (matura w 1946)
- Maria Walter-Kędziorzyna – nauczycielka, pisarka (III klasa w 1919)
- Franciszek Wanic – nauczyciel (matura w 1903)
- pchor. Ludwik Warchał – urzędnik, ofiara zbrodni katyńskiej (matura w 1932)
- inż. Edward Warchoł – dyrektor Zespołu Elektrowni Wodnych Solina-Myczkowce (matura w 1951)
- por. Edward Wawrzycki – oficer Wojska Polskiego (V klasa w 1914)
- dr inż. Stanisław Węcławik – geolog, wykładowca akademicki (matura w 1947)
- ppłk Władysław Węgrzyński – oficer Wojska Polskiego, ofiara zbrodni katyńskiej (matura w 1914)
- Jan Wiktor – ziemianin (III klasa w 1892)
- por. Paweł Wiktor – ziemianin, oficer Wojska Polskiego (matura w 1911)
- Mateusz Wilusz – hokeista (Gimn. nr 2 w 2006)
- por. Józef Winter – sędzia, oficer Wojska Polskiego, ofiara zbrodni katyńskiej (matura w 1919)
- ppor. Mieczysław Wiśniowski – lekarz, oficer Wojska Polskiego, ofiara zbrodni katyńskiej (matura w 1929)
- Marian Wisz – żołnierz, urzędnik (I klasa w 1908/1909)
- Marian Witalis – działacz związkowy, nauczyciel, urzędnik (matura w 1966)
- por. Józef Władyka – urzędnik skarbowy, oficer Wojska Polskiego, ofiara zbrodni katyńskiej (matura w 1920)
- prof. dr hab. Adam Wodziczko – biolog, botanik (I klasa w 1899)
- ppłk Antoni Wojtanowicz – oficer artylerii Wojska Polskiego (VIII klasa bez matury w 1914)
- Tadeusz Wojtowicz – żołnierz Armii Krajowej, prawnik, nauczyciel (matura w 1935)
- hm. Alicja Wolwowicz – nauczycielka, harcerka (matura w 1947)
- prof. Tadeusz Stanisław Wróbel – architekt, urbanista (II klasa w 1898)
- mjr Zygmunt Wrześniowski – oficer Wojska Polskiego, muzealnik (matura w 1909)
- kpt. kom. Mieczysław Wygrzywalski – oficer Wojska Polskiego, funkcjonariusz Straży Granicznej (matura w 1902)
- ppor. Zbigniew Wyskiel – prawnik, oficer Wojska Polskiego, ofiara zbrodni katyńskiej (matura w 1932)
- mjr dr Stanisław Wyżykowski – prawnik, oficer Wojska Polskiego, ofiara zbrodni katyńskiej (matura w 1900)
- ppłk dr Ryszard Zacharski – oficer Legionów Polskich i Wojska Polskiego, lekarz dermatolog (VIII klasa bez matury w 1906)
- Emil Zadarko – oficer Milicji Obywatelskiej (matura w 1953)
- Jan Zakrzewski – nauczyciel w gimnazjum, żołnierz (matura w 1902)
- Jadwiga Zaleska – nauczycielka, harcmistrzyni, organizatorka tajnego nauczania w II wojnie światowej (matura w 1919)
- por. inż. Jakub Zaleski – chemik, oficer Wojska Polskiego, ofiara zbrodni katyńskiej (matura w 1918)
- kpt. dr Juliusz Zaleski – krytyk i historyk literatury, oficer Wojska Polskiego, ofiara zbrodni katyńskiej (matura w 1907)
- prof. dr hab. Karol Zaleski – żołnierz, fitopatolog (matura w 1909)
- ppłk dypl. Władysław Zaleski – oficer Wojska Polskiego, adwokat, działacz państwowy na emigracji (matura w 1913)
- dr Julian Zawadowski – lekarz ginekolog, burmistrz Krynicy, działacz hokeja na lodzie (matura w 1922)
- kpt. Edward Zegarski – oficer Wojska Polskiego (matura w 1911)
- bł. Iwan Ziatyk, wówczas jako Jan Ziatyk – błogosławiony kościoła katolickiego (matura w 1919)
- inż. Jan Karol Zytka – geolog (matura w 1949)
- por. insp. Władysław Żarski – działacz niepodległościowy, oficer, ofiara zbrodni katyńskiej (matura w 1903)
- ppor. Leopold Żołnierczyk – oficer Polskich Sił Zbrojnych na Zachodzie (matura w 1937)
- prof. dr hab. Kazimierz Żurowski – archeolog (VI klasa w 1928)
- inż. Tadeusz Żurowski – architekt, historyk, archeolog, konserwator zabytków (matura w 1930)
- Zygmunt Żyłka – lekarz, specjalista chirurg, działacz opozycji solidarnościowej, samorządowiec (matura w 1959)
- płk inż. Zygmunt Żyłka-Żebracki – oficer Wojska Polskiego i Armii Krajowej, więzień w PRL, pracownik branży budownictwa (VIII klasa bez matury w 1927)

Opracowano na podstawie materiałów źródłowych ze sprawozdania jubileuszowego z 1938, z Księgi Pamiątkowej wydanej w 1958, z Księgi Pamiątkowej wydanej w 1980, Apelu Poległych listy na tablicy pamiątkowej podczas uroczystości jubileuszowych w 1958 i wykazu imiennego uczniów i absolwentów zaproszonych na te obchody, z oficjalnej strony szkoły, publikacji Sanok. Dzieje miasta z 1995 oraz zbiorczej listy absolwentów w księgach pamiątkowych z 1958, z 1980 oraz na stronie I LO im. KEN w Sanoku)

## Odznaczenia i wyróżnienia
- Medal Komisji Edukacji Narodowej[153]
- Odznaka „Zasłużony dla Sanoka” (1980)[145][153]
- Tytuł „Promotor Ekologii” (przyznany przez Prezydenta RP Lecha Kaczyńskiego 11 lipca 2006)[206].
- Złota odznaka honorowa TG „Sokół” w Sanoku (między 2016 a 2021)[207]

## Odniesienia
Według powieści czeskiego pisarza Jaroslava Haška Przygody dobrego wojaka Szwejka (rozdział pt. Marschieren! Marsch!) w budynku gimnazjum w 1915 stacjonowała XI. marszkompania wojaka Szwejka, z której kilku żołnierzy węgierskich zatruło się spożytą formaliną pochodzącą z gimnazjalnych preparatów biologicznych. Niedoszli bohaterowie mają być pochowani na cmentarzu przy ul. Rymanowskiej. Jednym z nim był Laszlo Gargany.
Swoje wspomnienia z nauki w gimnazjum spisali w swoich publikacjach: Julian Krzyżanowski w książce Na polach elizejskich literatury polskiej. Portrety i wspomnienia (1979), Franciszek Bielak w książce Z odległości lat. Wspomnienia i sylwetki (1979), Kalman Segal w powieści pt. Nad dziwną rzeką Sambation (1957), Bolesław Baraniecki w książce pt. Opowieści leskie. Z pamięci i z fotografii (2008).
Absolwent gimnazjum i pisarz Marian Pankowski napisał poemat poświęcony jubileuszowi gimnazjum z 1980.